# Rimogne
Vous lisez un « article de qualité » labellisé en 2008.
Rimogne est une commune française, située dans le département des Ardennes en région Grand Est.
Rimogne est un village autrefois important pour avoir été un des plus grands bassins ardoisiers français et cela dès son origine. L'ardoise y a été extraite de 1158 à 1971, soit pendant 813 ans. À l'image du destin des mineurs de Zola dans Germinal, la vie du village est intimement liée à celui de l'extraction ardoisière. C'est à travers cette histoire que se sont dessinés la plupart des aspects de la vie sociale, de la vie économique, de la vie culturelle.
Si aujourd'hui il ne reste qu’une activité minime liée à l’extraction de l’ardoise, il n'en reste pas moins que Rimogne est un village au riche passé industriel. Ces exploitations ont en effet tellement façonné ce village que le monde de l'ardoise et tout ce qui s'y rattache sont encore très présents dans le quotidien.

## Géographie

### Localisation

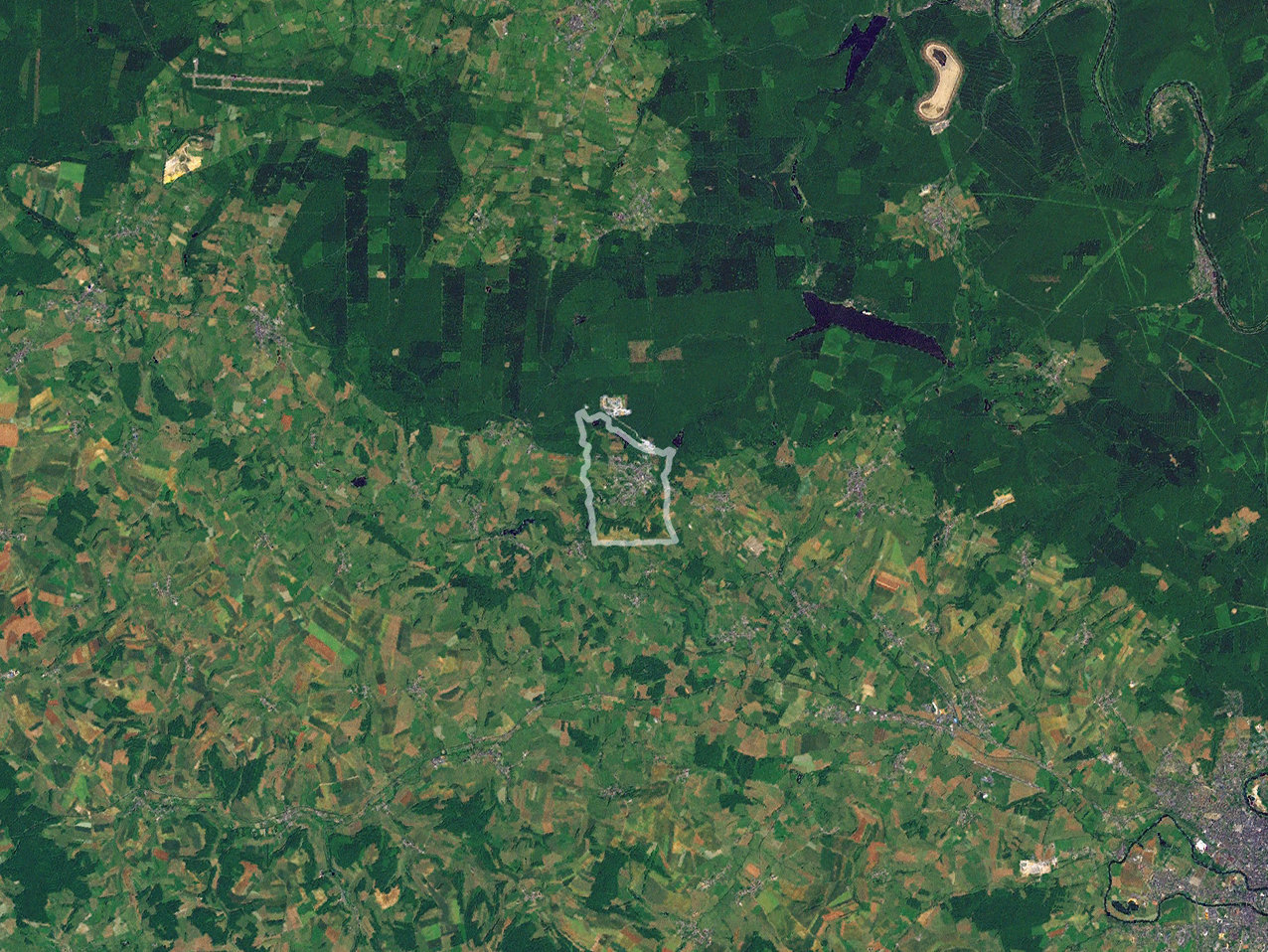
Vue aérienne de Rimogne (au centre), Charleville-Mézières se trouve au sud-est.

Rimogne se situe sur le plateau de Rocroi, à 17 kilomètres au nord-ouest de Charleville-Mézières.

### Communes limitrophes
|                          |                 |       |
|                          | Rimogne         | Harcy |
| Le Châtelet-sur-Sormonne | Murtin-et-Bogny |       |

### Géologie et relief
La superficie de la commune est de 377 hectares ; son altitude varie entre 194 et 282 mètres. Son relief présente de nombreuses côtes et l'on a d'ailleurs longtemps distingué « deux Rimogne » : le Rimogne du bas et le Rimogne du haut. Le bas étant le plus rural et le haut, où passe la route nationale 43, le plus riche. Cette réalité s'est également longtemps traduite dans le nom des rues. Les rares noms de rues du XIXe siècle étaient par exemple : rue d'En-Bas, rue d'En-Haut ou encore Près la Chaussée Royale. Dans sa Géographie illustrée des Ardennes, Albert Meyrac dira d'ailleurs que Rimogne « se divise en Rimogne-Haut, Rimogne-Bas et l'Enclos ».
Le sous-sol de Rimogne, qui appartient au Cambrien, se caractérise par une alternance de bancs quartzites et de schistes parmi lesquels plusieurs niveaux ardoisiers. Ces terrains présentent un pendage de 40 degrés. L'ardoise de Rimogne est de deux sortes : l'ardoise grenue et l'ardoise bleue. L'ardoise grenue, le plus souvent gris-bleuâtre, présente une multitude de cristaux de fer oxydulés. L'ardoise bleue qui ne présente pas ces cristaux est beaucoup plus facile à travailler.

### Hydrographie
La commune est dans le bassin versant de la Meuse au sein du bassin Rhin-Meuse. Elle est drainée par le ruisseau la Rimogneuse et le ruisseau de l'Étang Doby,.
La Rimogneuse prend sa source, avec le ruisseau de la Richolle, dans les marais d'Ambeuval au lieu-dit Blanc-Marais. Il forme ensuite l'étang de Rosainrue (ou Rosainruz) qui se situe au nord du village. À l'est du village, les eaux de l'étang de Rosainrue et de l'étang de Doby se rejoignent pour former la Rimogneuse qui s'écoule vers l'ouest du village pour rejoindre les étangs de Pierka avant de se jeter dans la Sormonne. La rivière, aujourd'hui gros ruisseau, alimentait au XIXe siècle les moulins de Rimogne et du Châtelet-sur-Sormonne. On compte deux ponts principaux et un autre de dimension plus modeste, tous situés dans la partie basse du village. L'énergie hydraulique a été utilisée au fil des siècles par les ardoisières pour évacuer les eaux d'infiltration dans les galeries (machines d'exhaure) ou pour produire de l'énergie électrique.

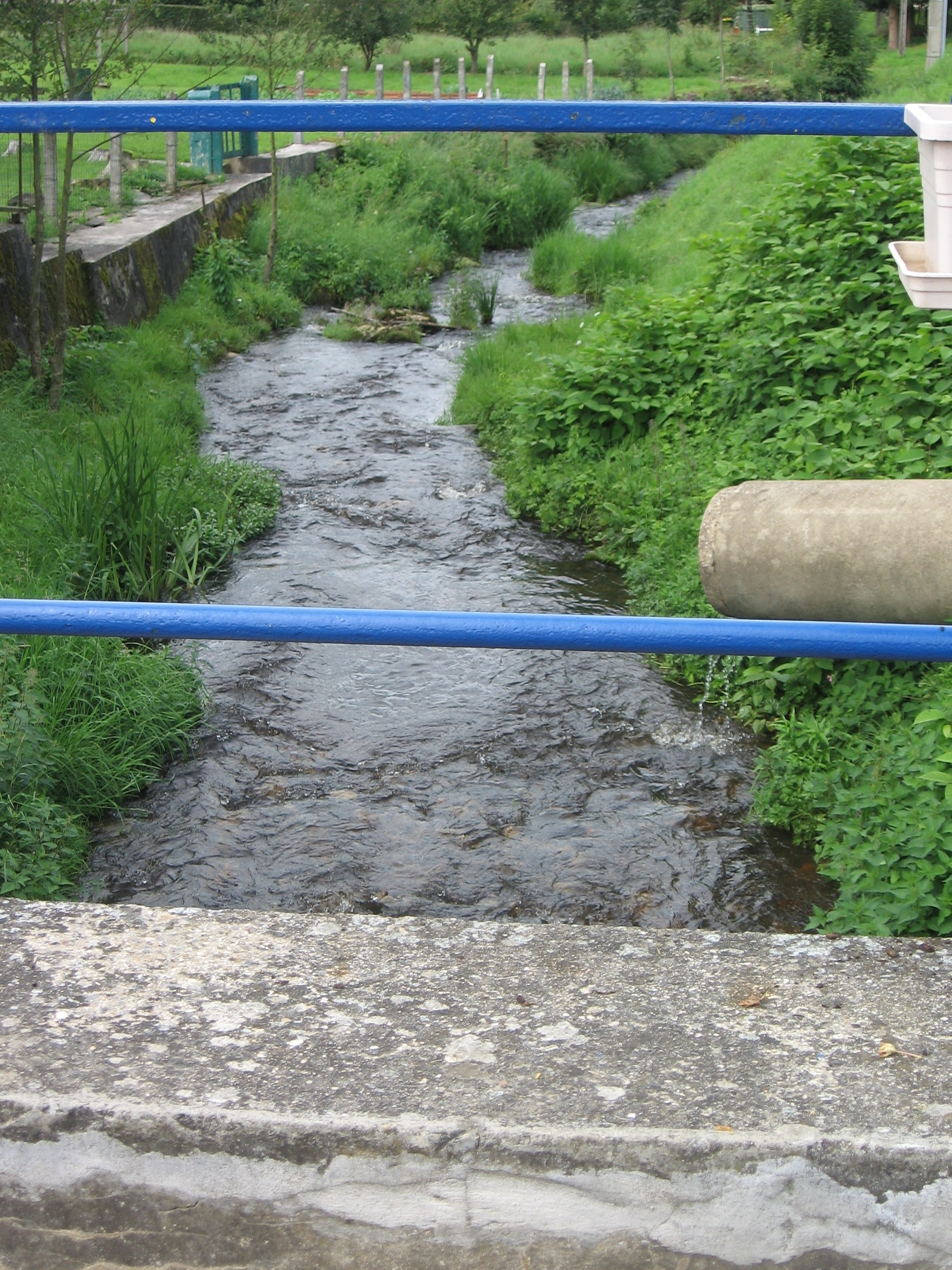
La Rimogneuse.
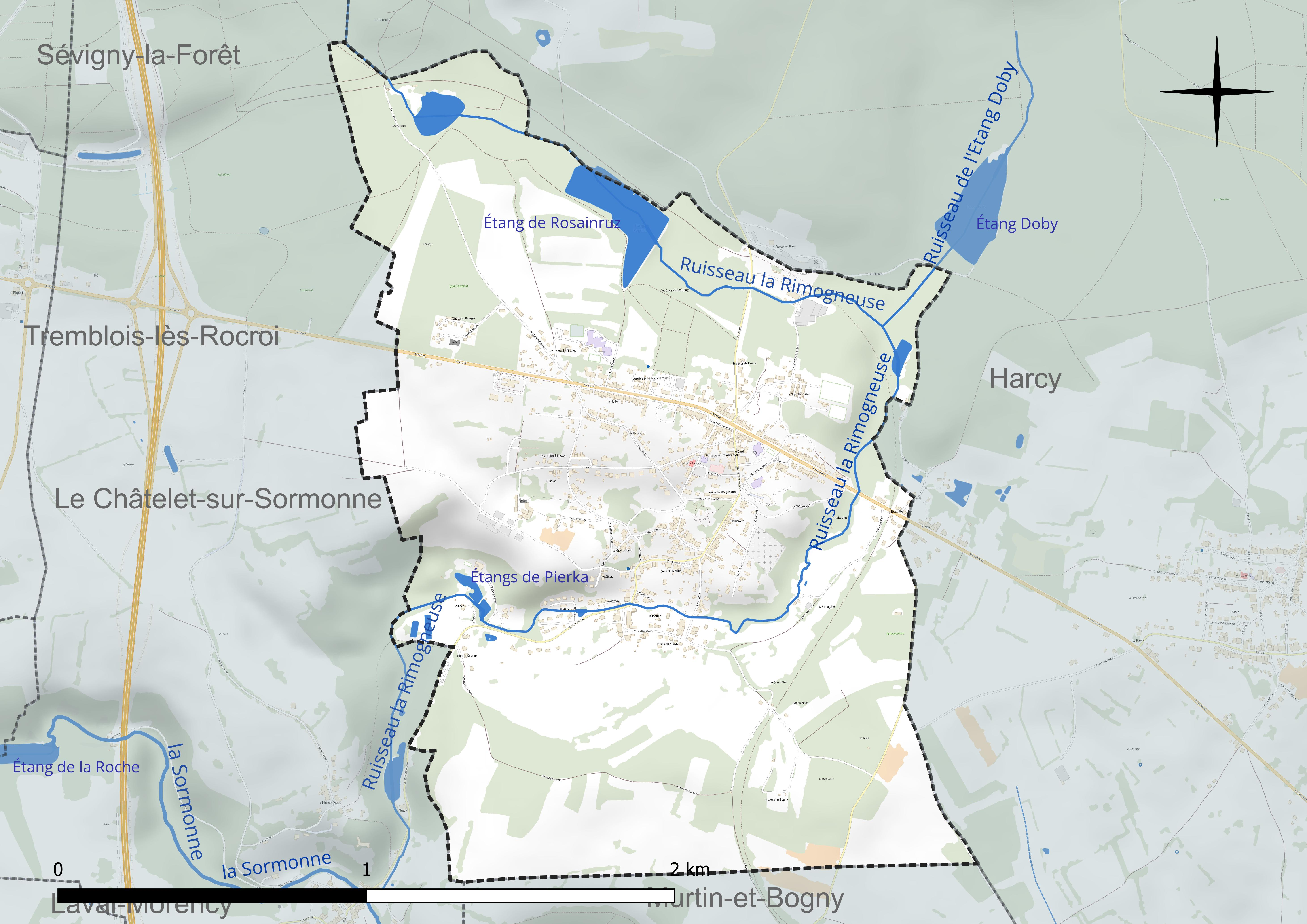
Réseau hydrographique de Rimogne.

Deux plans d'eau complètent le réseau hydrographique : les étangs de Pierka (0,4 ha) et l'étang de Rosainruz, d'une superficie totale de 4,8 ha (4,6 ha sur la commune),.

### Climat
Pour des articles plus généraux, voir Climat du Grand Est et Climat des Ardennes.
En 2010, le climat de la commune est de type climat de montagne, selon une étude du Centre national de la recherche scientifique s'appuyant sur une série de données couvrant la période 1971-2000. En 2020, Météo-France publie une typologie des climats de la France métropolitaine dans laquelle la commune est exposée à un climat océanique altéré et est dans la région climatique Nord-est du bassin Parisien, caractérisée par un ensoleillement médiocre, une pluviométrie moyenne régulièrement répartie au cours de l’année et un hiver froid (3 °C).
Pour la période 1971-2000, la température annuelle moyenne est de 9,5 °C, avec une amplitude thermique annuelle de 15 °C. Le cumul annuel moyen de précipitations est de 1 022 mm, avec 14,1 jours de précipitations en janvier et 10 jours en juillet. Pour la période 1991-2020, la température moyenne annuelle observée sur la station météorologique de Météo-France la plus proche, « Rocroi », sur la commune de Rocroi à 10 km à vol d'oiseau, est de 9,5 °C et le cumul annuel moyen de précipitations est de 1 210,4 mm. 
La température maximale relevée sur cette station est de 37,6 °C, atteinte le 25 juillet 2019 ; la température minimale est de −14,7 °C, atteinte le 4 février 2012,,.
Les paramètres climatiques de la commune ont été estimés pour le milieu du siècle (2041-2070) selon différents scénarios d'émission de gaz à effet de serre à partir des nouvelles projections climatiques de référence DRIAS-2020. Ils sont consultables sur un site dédié publié par Météo-France en novembre 2022.

### Réseau de communication et transports
Le principal axe de communication traversant la commune est la route nationale 43, autrefois route royale no 49 puis route impériale no 49 puis à nouveau route royale no 39, reliant Montreuil-sur-Mer à Mézières. Au niveau du bourg, elle se confond avec la route nationale 51, et avec la route européenne 44 (E44). Une fois dans le village, elle se découpe en rue Pasteur et rue Jean-Jaurès. De nombreux poids lourds empruntaient cet axe, jusqu'à l'ouverture de l'autoroute A304 en 2018 qui a permis de désengorger ce point de passage.
La gare était placée sur la ligne de Charleville-Mézières à Hirson (par Auvillers). Elle n'est plus utilisée depuis les années 1970 (le trafic voyageurs s'est arrêtée en 1952 et la fermeture des ardoisières a fait perdre de son intérêt au trafic de fret partant de Rimogne). Deux lignes de bus assurent la navette entre Rimogne et Charleville-Mézières. La Régie départementale des transports des Ardennes (RDTA) propose en effet une ligne partant de Signy-le-Petit, et une autre partant de Rocroi. Deux arrêts sont présents dans le village, un à l'entrée ouest et un autre au centre, près de la Maison de l'Ardoise. Une société de taxis est installée à Rimogne, il s'agit tant de transports médicaux que de transports à caractère personnel.

## Urbanisme

### Typologie
Au 1er janvier 2024, Rimogne est catégorisée bourg rural, selon la nouvelle grille communale de densité à 7 niveaux définie par l'Insee en 2022.
Elle est située hors unité urbaine. Par ailleurs la commune fait partie de l'aire d'attraction de Charleville-Mézières, dont elle est une commune de la couronne,. Cette aire, qui regroupe 132 communes, est catégorisée dans les aires de 50 000 à moins de 200 000 habitants,.

### Occupation des sols
L'occupation des sols de la commune, telle qu'elle ressort de la base de données européenne d’occupation biophysique des sols Corine Land Cover (CLC), est marquée par l'importance des territoires agricoles (37,6 % en 2018), en diminution par rapport à 1990 (43 %). La répartition détaillée en 2018 est la suivante : 
forêts (35 %), zones urbanisées (27,4 %), zones agricoles hétérogènes (19,6 %), prairies (10 %), terres arables (8,1 %). L'évolution de l’occupation des sols de la commune et de ses infrastructures peut être observée sur les différentes représentations cartographiques du territoire : la carte de Cassini (XVIIIe siècle), la carte d'état-major (1820-1866) et les cartes ou photos aériennes de l'IGN pour la période actuelle (1950 à aujourd'hui).

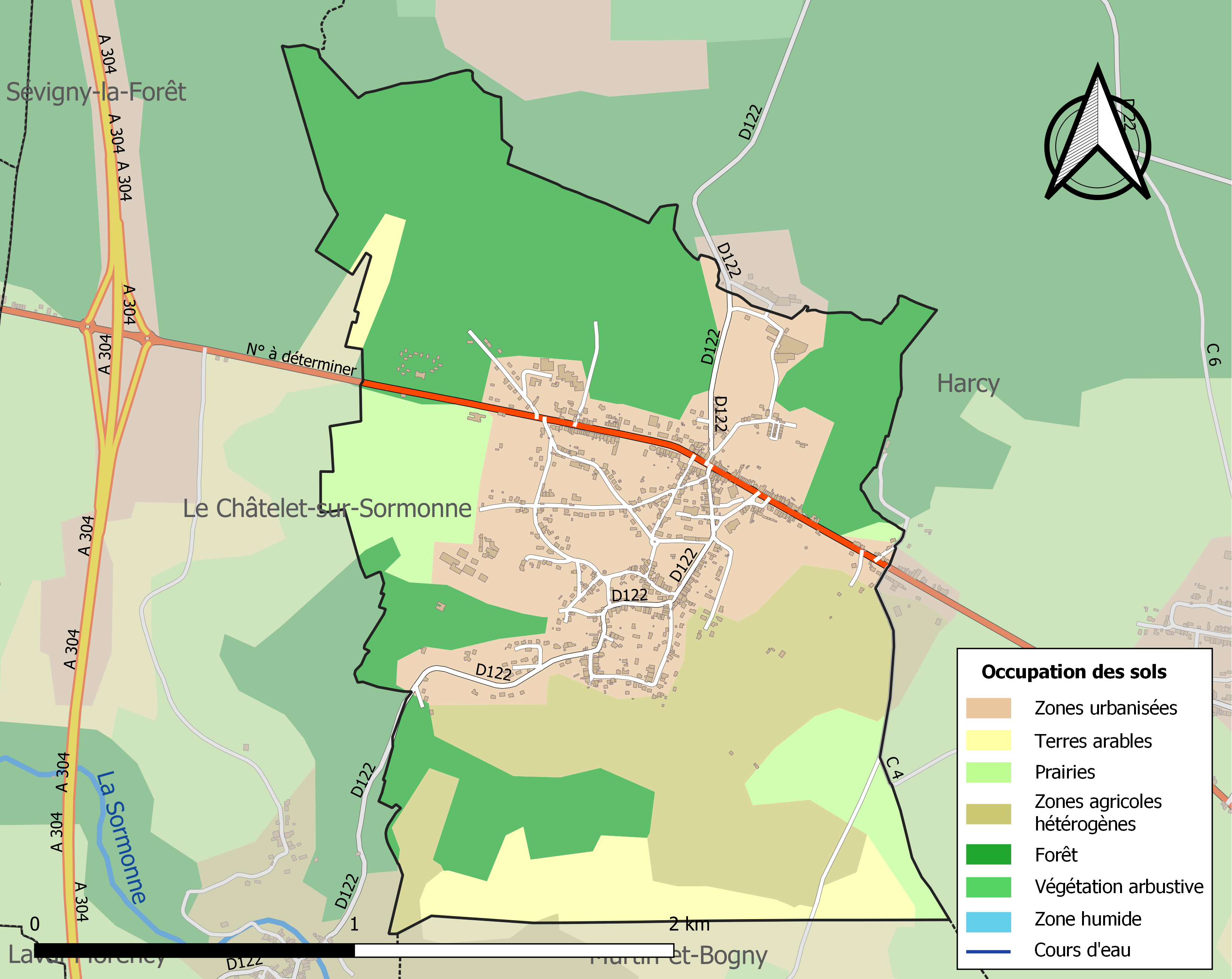
Carte des infrastructures et de l'occupation des sols de la commune en 2018 (CLC).

### Morphologie urbaine

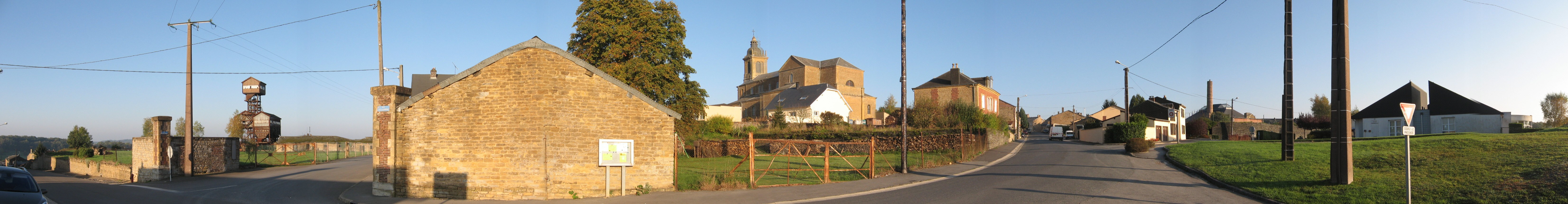
Panorama du centre de Rimogne avec de gauche à droite : le chevalement du puits Saint-Quentin, l'église Saint-Brice, la route nationale dans le fond, la Maison de l'Ardoise et l'école maternelle Henri-Biston.

Rimogne se découpe en plusieurs lieux-dits, noms qui sont aujourd'hui pour la plupart disparus : le Grand Terne, le Sauvoy, le Gard, la Hourbise, le Lairy, Hubert-Champ, l'Enclos, Bonne Fontaine ou encore la Poule Noire,. Le bourg est traversé également par plusieurs grands axes. Le premier axe que l'on peut citer est la route nationale 43 (rue Pasteur puis rue Jean-Jaurès). Les autres axes sont les rues principales de villages : la rue du Mellier, la rue Jean-Baptiste-Clément, la rue Jules-Guesde, la rue du Gard.

### Logement
En 2009, le nombre total de logements dans la commune était de 598, alors qu'il était de 535 en 1999.
Parmi ces logements, 92,4 % étaient des résidences principales, 0,5 % des résidences secondaires et 7,1 % des logements vacants. Ces logements étaient pour 81,7 % d'entre eux des maisons individuelles et pour 5,8 % des appartements.
La proportion des résidences principales, propriétés de leurs occupants était de 68,8 %, quasiment comme en 1999 (67,5 %). La part de logements HLM loués vides (logements sociaux) est en baisse : 5,2 % contre 6,6 % en 1999, leur nombre ayant diminué de 33 à 29. Une zone de logement gérée par l'office public de l'habitat des Ardennes, Habitat08, est située dans le château du Bois Châtelain et dans des  pavillons tout autour. Ce sont en tout dix-sept logements du T1 au T4 qui sont proposés à la location. Historiquement dans l'entre-deux-guerres, des cités ouvrières ont été également construites, la cité de la Grande Fosse  et la cité Sainte-Brice.

## Toponymie
Le nom est attesté sous différentes formes Rieumogne, Rimegne, Rumogne, Rimoigne puis Rimogne, selon l'abbé Champsaur, sans qu'il ne précise les dates de ces variantes. Les toponymistes Auguste Longnon, Auguste Vincent, Albert Dauzat, Charles Rostaing et Ernest Nègre n'ont pas étudié ce nom de lieu, sans doute parce qu'ils n'ont pas trouvé d'explication satisfaisante.

## Histoire
Le nom de Rimogne apparaît pour la première fois dans un acte signé par Pierre de Montcornet, seigneur du lieu en 1158. Il consiste en une concession de terrain accordée aux religieux de Signy pour l'exploitation d'une ressource minérale, l'ardoise. D'autres chartes suivent renouvelant cette autorisation et l'étendant. En 1220, les religieux de l'abbaye de Foigny entrent dans l'exploitation de l'ardoise, obtenant également une concession des seigneurs de Montcornet, suivis de l'abbaye de Bonnefontaine en 1247. Les religieux se partageront les ressources jusqu'au XVIe siècle, date à laquelle ils vendent leurs possessions. Les laïcs entrent en jeu. Le souvenir des moines est encore présent dans le village à travers le lieu-dit et la rue de Bonne-Fontaine.

### Le temps des seigneurs (1245-1899)

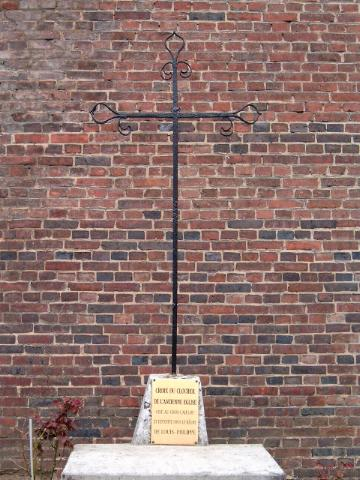
Croix de l'ancienne église.

Rimogne a longtemps été la possession de seigneurs. À son origine, Rimogne faisait partie de la châtellenie du Châtelet, relevant elle-même de la baronnie de Montcornet. Nicolas de Montcornet fut le premier à recevoir le titre de Seigneur de Rimogne en 1245. Après le mariage de sa petite-fille avec Jean de Jeumont, la seigneurie de Rimogne change de main jusqu'au milieu du XVIe siècle. Outre le château du Châtelet, les seigneurs de Rimogne disposaient d'un autre château situé au lieu-dit l'Enclos, entouré de fossés et comportant une tour.
C'est au XIIIe siècle qu'est édifiée l'église, au lieu-dit du Gros Caillou. L'église, de style ogival, comporte une grande nef, deux chapelles latérales et un clocher ajouté en 1697. Le chœur gothique est percé de deux fenêtres. Le cimetière est contigu à l'église. À cette époque, Rimogne n'est pas encore une paroisse. Le village a été érigé en cure par une ordonnance de Charles Le Tellier, archevêque de Reims, le 5 juin 1687, et il est resté annexé à Bogny jusqu'à la Révolution.

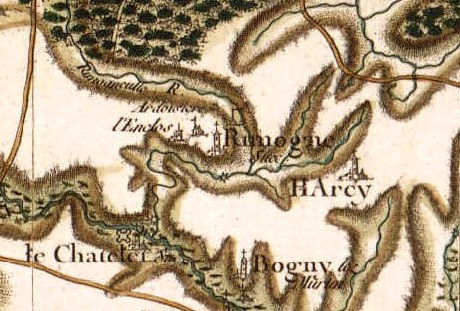
Carte de Cassini vers 1780.

La famille Hénin-Liétard règne jusqu'en 1603, puis c'est la famille des Robert du Chatelet, qui est seigneur principal jusqu'en 1789. Par le jeu des alliances et des mariages, plusieurs familles sont seigneurs en partie, possédant une portion de ce territoire. En 1634, selon l'abbé Champsaur, Rimogne aurait compté 40 feux y compris les veuves soit environ 250 habitants. En 1714, le village en compte le double. La Révolution française et la Terreur ne font pas de victimes à Rimogne. Le dernier seigneur de Rimogne est Jean Baptiste Louis de Robert. Né en 1724, il devient le premier maire de Rimogne en 1793. Il se rattache à la période révolutionnaire un épisode particulier. Le marquis de La Fayette s'arrête en effet à Rimogne en juillet 1792, sur l'emplacement du château de Farigny, déjà disparu (la division Vandamme s'y arrête également quelques années plus tard pour se rendre à Waterloo).
Si la Révolution fait cesser les privilèges, Rimogne reste sous la coupe d'une famille longtemps encore : les Rousseau de Rimogne. Cette famille s'implante à Rimogne avec Jean Louis Rousseau vers 1779. Les Rousseau règnent en maître sur le village, possédant rapidement la presque totalité des tréfonds de la commune. Habitant une riche bâtisse surnommée le château Rousseau, on les retrouve alliés à la famille De Noirfontaine et à la famille De Vaillant de Monchy.
Le point commun à toutes ces familles est l'ardoise. C'est autour de ce schiste que se sont cristallisés tous les aspects de la vie sociale, économique et politique du village.

### XIXesiècle

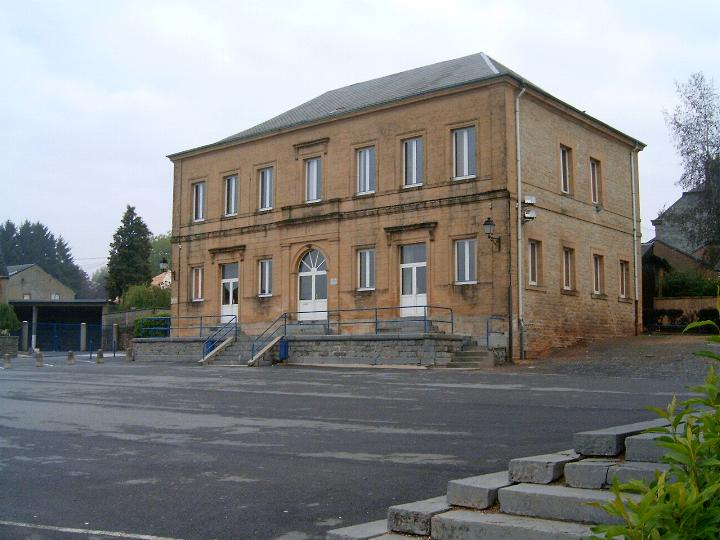
École primaire de Rimogne.

Tout au long du XIXe siècle, l'accroissement de la population s'accompagne par le développement des services et des infrastructures. En 1839, un bureau de poste est ouvert. Tout d'abord bureau de distribution, il devient bureau de direction en 1845. On construit également des halles non loin de la poste, sur la Grand Place du village, actuelle place de la République, permettant d'organiser des marchés et des foires. Ces halles seront détruites au début du XXe siècle.
L'école, qui jusqu'en 1841 était dispensée dans la sacristie de l'ancienne église, a désormais lieu dans un grand bâtiment construit dans le haut du village sur un terrain octroyé par la Compagnie des ardoisières après que la commune lui a donné le droit d'exploiter l'ardoise sous les rues du village. Elle accueille une classe de filles et une classe de garçons au rez-de-chaussée. À l'étage se trouve la salle de la mairie et les logements des instituteurs. Le premier instituteur à y habiter est Jean-Baptiste Buridant. L'école enfantine sera créée en 1900.
L'ancienne église où étaient inhumés les seigneurs du lieu est vendue puis rasée. Ses murs ne permettaient en effet plus d'accueillir la population de Rimogne grandissante. C'est le 11 mai 1845 que les travaux de la nouvelle église dédiée à saint Brice commencent au lieu-dit le Gard. Construite sur les plans de l'architecte Louis Clément Labarre, l'église est consacrée le 13 octobre 1847 par l'archevêque Gousset. L'église abrite les reliques de saint Brice et de sainte Chantal. Le cimetière situé près de l'ancienne église est abandonné vers 1825, un nouveau cimetière est créé.
Une autre des modernisations du village, et non des moindres, est la construction d'une gare ferroviaire sur la ligne qui relie Charleville à Hirson. Les travaux débutent en 1867 et la gare est opérationnelle deux ans plus tard, facilitant le transport des ardoises. Il y aura sur le territoire de la commune trois postes de garde-barrières, un situé près de la gare, un situé au lieu-dit Pont d'Arrête-Eaux et un situé près d'Hubert-Champ.
La fin du XIXe siècle voit également arriver à Rimogne les conduites d'eau. Plusieurs bornes-fontaines sont installées dans le village. Un employé est chargé de fermer les eaux tous les soirs et de les rouvrir le lendemain. La conduite principale se situe sous la route nationale. Ces adductions d'eau ont sans conteste amélioré les conditions de vie de la population de Rimogne composée en majeure partie d'ardoisiers. Plusieurs lavoirs viennent compléter ce dispositif dans plusieurs endroits de la commune.
C'est également au XIXe siècle que s'installe une communauté de religieuses à Rimogne. Ces sœurs sont de l'Ordre du Très Saint Sauveur. Leur implantation montre la volonté de l'archevêché de Reims de renforcer la présence de l’Église catholique au sein des populations ouvrières. Elles habitent une maison non loin du presbytère. Cette communauté reste à Rimogne jusque dans les années 1960. Les sœurs dispensent de soins, viennent en secours aux plus pauvres et encadrent les loisirs des jeunes filles dans le cadre du patronage. Elles s'occupent avec le curé de la vie religieuse du village, même si le quotidien La Lanterne, adepte de la libre pensée, se moquent en mai 1895 des relations ponctuellement tendues entre un de ces curés, l'abbé Coulange, et cette communauté.

### Rimogne et les guerres

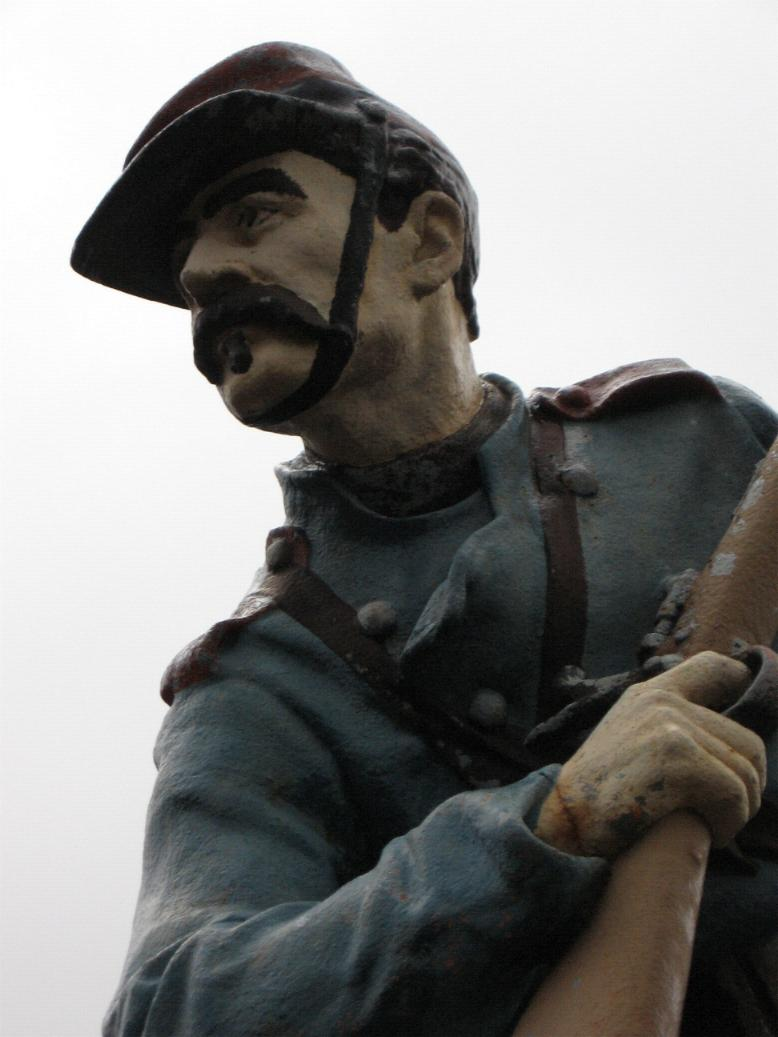
Détail du monument aux morts de 1870.

Du fait de sa situation géographique, Rimogne se trouve sur le passage des armées lors des trois dernières grandes guerres. La guerre franco-allemande de 1870 est la première d'entre elles. L'armée prussienne bombarde le village trois fois entre le 16 novembre et le 22 décembre. Le général Boulanger indique dans son ouvrage sur l'invasion de 1870 que la population rimognate est effrayée par l'annonce de l'arrivée des uhlans et des volontaires surveillent la voie de chemin de fer. Le lendemain, l'armée ordonne l'occupation de la gare. Avant l'invasion du village par les Prussiens, Rimogne accueille également une ambulance pour soigner les soldats français. Six soldats blessés lors de la bataille de Sedan y meurent. Lorsque les troupes ennemies entrent dans le village, ayant sans doute subies des tirs de francs-tireurs, ils regroupent les habitants et les conduisent à Tournes, puis désignent cinq otages emmenés au camp de Boulzicourt et menacés d'être fusillés, dont Charles Thiébault, syndic d'ardoisières, Antoine Théophile Philippot, l'instituteur et Sébastien Wautier, le directeur des ardoisières. L'abbé Champsaur se démène, et obtient leur libération.

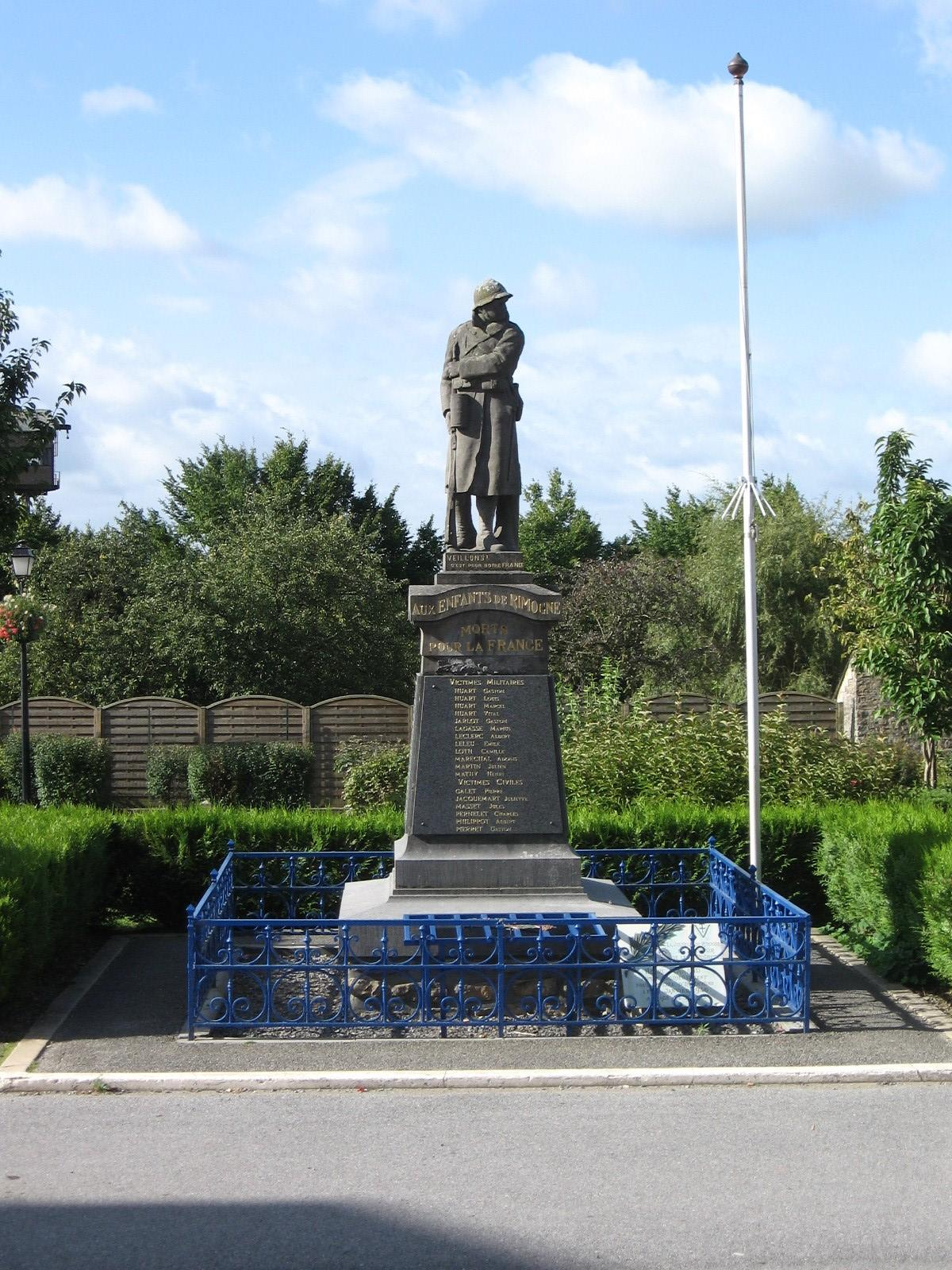
Monument aux morts des deux guerres.

En 1914, Rimogne est de nouveau envahi. Les Allemands entrent dans le village très vite après le déclenchement du conflit : le 26 août 1914, ils défilent sur la route nationale. Une partie des Rimognats sont partis en exode de façon précipitée, ayant en tête les prises d'otages de 1870 et les exactions ennemies contre les civils en Belgique. Le village s'est vidé partiellement. Le 9e corps d'armée français amorce un repli mais il est affaibli par le départ de la 17e division d'infanterie à qui il a été demandé de renforcer la défense de Sedan. Les troupes allemandes passent dans Rimogne et se heurtent, le 28 août, à la Division marocaine qui tente de les stopper entre Launois-sur-Vence et Thin-le-Moutier. C'est la bataille de la Fosse-à-l'Eau. Une ambulance militaire allemande est installée dans le château Rousseau, à Rimogne. La commune est désormais occupée et située à l'arrière du front. La kommandantur est située non loin de là dans la maison et les bureaux du directeur des ardoisières. Un syndicat d'émission de bons communaux est instauré le 16 février 1916 pour émettre des bons payables un an après la fin de la guerre et distribuer des produits alimentaires,,. Le président de ce syndicat est le docteur Desplous, médecin de la commune. Le 6 novembre 1918 au matin, la kommandantur est évacuée. Le docteur Desplous, qui s'est dévoué aux villageois restés au village, meurt d'épuisement. Il est déclaré mort pour la France « des suites de ses fatigues du dur régime qu'il dut subir pendant 50 mois »,. Cinquante-quatre personnes sont inscrites au monument aux morts du village, six d'entre elles sont des victimes civiles. La commune de Rimogne est libérée le 10 novembre 1918 par le 2e corps d'armée italien, commandé par le général Albricci. Un an après la fin du conflit, le 1er décembre 1919, le président de la République française, Raymond Poincaré, s'arrête en gare de Rimogne pour saluer la population et témoigner de la sollicitude de l'État pour ce territoire et ses habitants.
Au cours de la Seconde Guerre mondiale, Rimogne abrite le poste de commandement de la 61e division d'infanterie du général Vauthier pendant la drôle de guerre. Cette dernière prend fin lorsque le 10 mai 1940 les Allemands déclenchent leur offensive générale à l'ouest, ce qui est marqué à Rimogne le jour même par un bombardement de la Luftwaffe alors que le poste de commandement de la 61e DI vient de quitter le village. Rimogne est à plusieurs reprises la cible des bombes allemandes. Plusieurs personnes sont tuées et plusieurs autres blessées. Des bâtiments sont soufflés dont le château des Monchy ainsi que la maison Sinniger, patron de l'usine d'émail. Cette fois, un plan d’évacuation des populations exposées à l’ennemi avait été élaboré par le ministère de la Guerre en 1939. Il se déclenche le 11 et 12 mai. Beaucoup de Rimognats se lancent sur les routes de l'exode pour se rendre pour la plupart en Vendée et dans le Rhône. Une fois les Allemands entrés à Rimogne, les terres des agriculteurs sont réquisitionnées afin de produire pour le Reich. Cette colonisation des terres cultivables se fait sous l'égide d'une organisation spécifique, la  WOL — abréviation de Wirtschaftsoberleitung (« direction des services agricoles »). Un chef de culture est en poste dans le château de l'Enclos, disposant d'une autorité sur la population. Les soldats allemands mettent également en place deux postes d'observation : un dans le clocher de l'église et un au lieu-dit la Poule Noire. Les habitants restés dans la zone interdite mènent une vie très difficile. En avril 1943, un habitant de la commune, Marcel Boitelet, fait partie d'un convoi Compiègne-Ravensbrück. Il meurt au camp de concentration d'Oranienbourg-Sachsenhausen le 26 juillet 1944. Rimogne est libérée début septembre 1944 par les Américains. Les noms des dix-sept victimes rimognates sont portés au monument aux morts. Neuf d'entre elles ont été victimes des bombardements du 10 mai 1940.

### De 1945 à aujourd'hui
L'après-guerre marque à Rimogne le début de son déclin économique. Les carrières tentent de s'adapter à l'évolution du marché, dans les années 1950 et 1960. L'inauguration du chevalement métallique au-dessus de la fosse de Saint-Quentin en décembre 1961, pour remonter la pierre et les hommes, est un moment très symbolique. La production de poudre d'ardoise utilisée dans le carton bitumé, le fixant insecticide ou la peinture, et la fabrication de dalles de pavage semblent dans le début des années 1960 des diversifications prometteuses. Mais ces diversifications s'avèrent limitées. Les années les plus critiques sont les années 1970. Le 15 juillet 1971, les ardoisières ferment leurs portes. Il en est de même pour la gare qui est reconvertie en logement. En 1973, l'usine des Émaux ferme à son tour ainsi que la dernière brasserie. Il reste l'usine de broyage d'ardoise située près de la gare. Toutefois cette dernière étant située sur le territoire de la commune d'Harcy, les retombées fiscales ne profitent pas à Rimogne.
Les commerces et les artisans sont également touchés. Le dernier cordonnier ferme en 1980 alors que l'on en comptait au moins 11 au XIXe siècle. Les derniers bouchers ferment, eux qui étaient 12 au siècle dernier. La modernisation des industries a également fait disparaître petit à petit les maréchaux-ferrants. On en comptait 27 entre 1800 et 1900. Les commerces d'alimentation et de fournitures, nombreux au XIXe siècle, ont fermé un à un. Au début des années 1990, il n'en restait plus que deux, aujourd'hui fermés et remplacés par une supérette.
Rimogne qui avait longtemps eu une brigade de douane et une brigade de sapeurs pompiers en est aujourd'hui dépourvu. La brigade de gendarmerie est depuis le 1er janvier 2003 en communauté de brigades avec celle de Renwez. Il ne reste plus qu'une permanence. La poste, ouverte en juillet 1839, ne trie plus le courrier, ce qui est désormais fait à Maubert-Fontaine. Aujourd'hui ce sont les écoles et le collège qui permettent de garder une activité du fait que de nombreux élèves des communes alentour les fréquentent. Rimogne est devenu un village de services, situé sur un axe de circulation important vers Charleville-Mézières mais qui a perdu en centralité.

## Rimogne et l'ardoise

### Histoire de l'exploitation de l'ardoise

#### Exploitation jusqu'auXVIIIesiècle

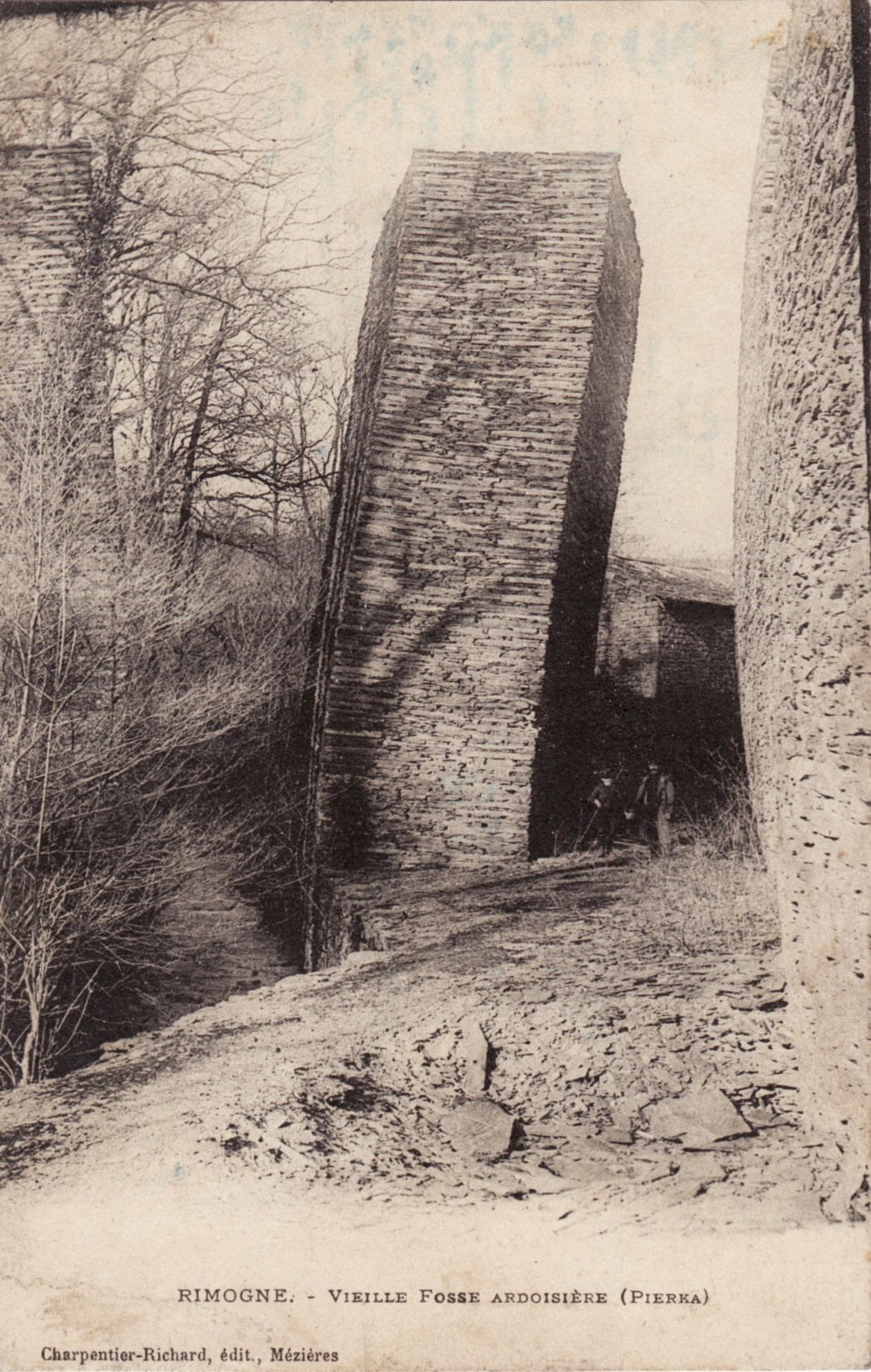
Fosse Pierka.

La première exploitation de l'ardoise, autrefois appelée écaille, remonte à 1158. Elle se fait alors à ciel ouvert et ce sont les moines de trois puissantes abbayes qui font exploiter ces ardoisières : l'abbaye de Foigny, l'abbaye de Bonnefontaine et l'abbaye de Signy. L'abbaye de Foigny obtient une concession de Hugues de Montcornet et en mai 1230, les moines de Signy reçoivent une charte. Quant à ceux de Bonne-Fontaine ils en reçoivent une en juillet 1273, dans laquelle on peut lire : « Nous Nicoses de Montcornet chevalier de Rimogne et Basile sa femme, faisons savoir à tous ceux qui ces présentes lettres verront et auront, que nous avons octroyé et octroyons purement et simplement à l'église de Bonnefontaine cinquante pieds de pierre pour faire écaille qui sont ci Grande Fosse de Rimogne entre les écaillères de cette même église et les écaillères de Signy et Foygny ». L'ardoise sert essentiellement à la couverture des bâtiments. Quelques laïcs tentent d'ouvrir des fosses, mais sur des parcelles trop réduites pour être rentables.
En 1358, Jean de Jeumont, alors seigneur de Rimogne, déclare « toutes leurs escaillères de Rimogne franches et exemptes de vinage ». En 1470, les moines de Bonne-Fontaine rachètent un terrain à Pierquat Caigneaux, fondant ainsi ce qui est devenu une des plus vieilles ardoisières de Rimogne : l'ardoisière de Pierka. Si les moines de Bonne-Fontaine se retirèrent de l'exploitation de l'ardoise en vendant leurs possessions pour aider au rachat de François Ier prisonnier à Pavie, il semble qu'ils aient gardé de l'importance jusqu'au XVIe siècle. Les laïcs qui exploitaient auparavant de minuscules parcelles, peuvent profiter du départ des religieux. C'est en 1663 que Charles d'Ambraine, receveur du grenier à sel d'Aubenton, rachète pour quarante ans une concession aux moines à la Hallevoye, alors la fosse la plus importante.
En 1702, Jean Baptiste Collart de Boutancourt succède à Charles d'Ambraine à la Hallevoye avant d'exploiter quelques années plus tard la Grande Fosse. À la mort de Jean Baptiste Collard, la Grande Fosse, alors seule fosse exploitée, connaît ses premières grandes difficultés. Antoine Collard de Ville, le neveu de Jean Baptiste, hérite en effet de l'ardoisière puis la lègue à son fils en 1773 qui la saccage par manque d'expérience et par volonté de profit.
À l'autre bout de Rimogne, Pierka est rouverte par le sieur Châtelain en 1767,.

#### L'avènement des Rousseau

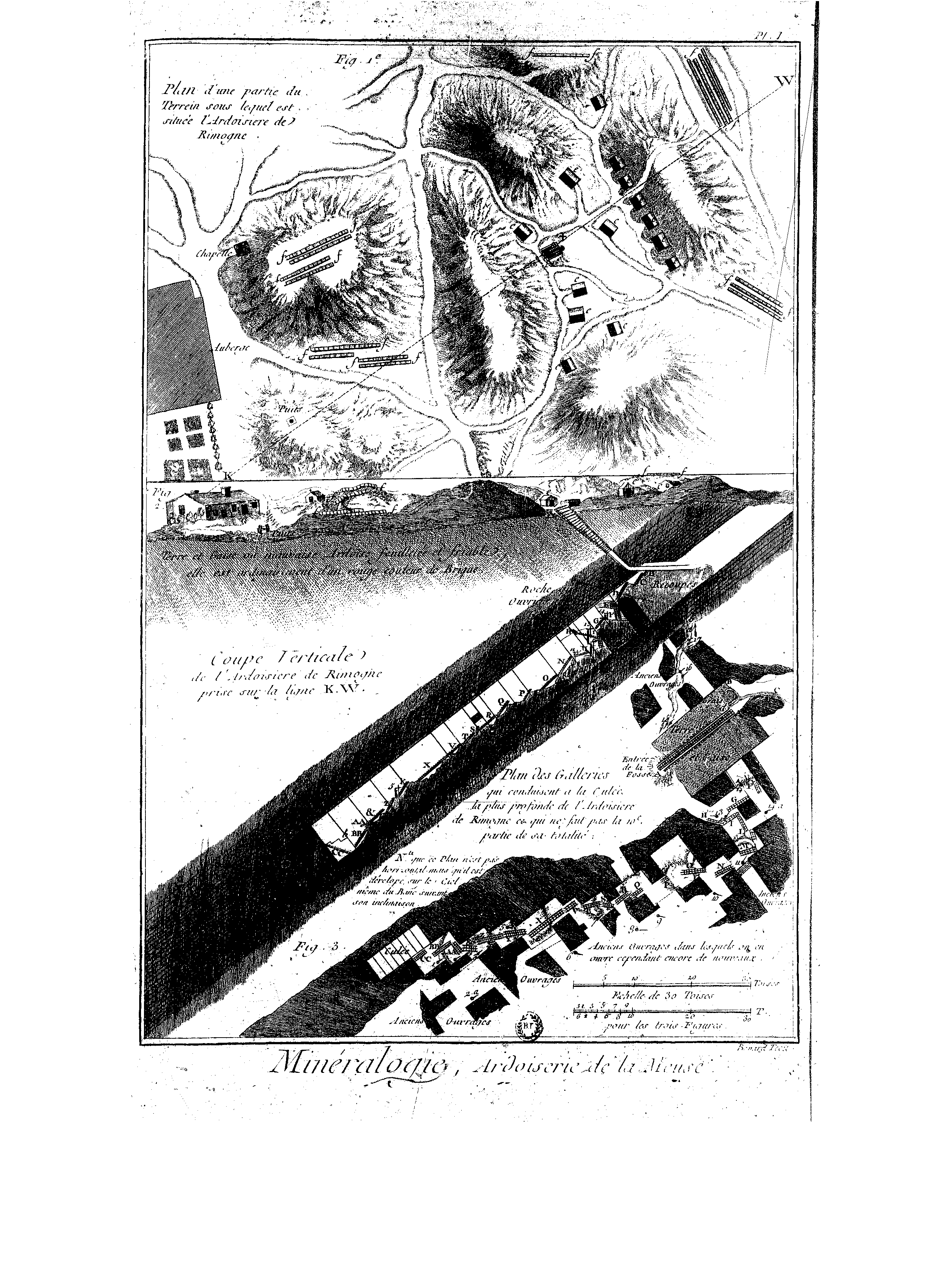
Illustration de l'Encyclopédie consacrée à l'ardoisière de Rimogne.

L'exploitation de l'ardoise à Rimogne va être révolutionnée avec l'arrivée de Jean-Louis Rousseau et le rachat de la Grande Ardoisière en 1779. C'est à cette époque que la machine industrielle se met véritablement en marche. La « Grande Fosse » était une des fosses les plus importantes de France et Jean-Louis Rousseau va lui faire retrouver son rang. Avant d'arriver à Rimogne, Jean-Louis Rousseau avait été concessionnaire général des mines de charbon de la province du Forez. La première machine hydraulique avait été mise en place en 1775. Rousseau va continuer à travailler à l'épuisement des eaux, améliorant les conditions de travail et par là même la productivité. Sept millions d'ardoises sont produites en moyenne chaque année. C'est à cette époque que les encyclopédistes s'intéressent à l'exploitation de l'ardoise à Rimogne afin de rédiger l'article intitulé Ardoiserie de la Meuse. Rimogne et ses exploitations servent d'exemple. L'inspecteur Guillaume Viallet note dans tous les détails l'exploitation de l'ardoise à Rimogne à cette époque.
L'ancienne Hallevoye devenue fosse Saint-Quentin est reprise par plusieurs partenaires (en 1776 Pillon s'allie à Bruslé, Dagneau et Cochart) et devient la concurrente directe de la Grande Fosse. La production devient excédentaire et en partie invendue. En 1783, peu de temps avant la Révolution, les dirigeants des différentes ardoisières se mettent d'accord alors sur le pourcentage de production accordé à chaque exploitation, pour maintenir les prix. La Grande Fosse obtient la production de 50 % du marché, Saint-Quentin elle, n'en aura que 25 %, le reste étant laissé aux ardoisières de Deville et Monthermé. L'avance que prend Jean-Louis Rousseau sur les autres est décisive. À part de cette date, la dynastie des Rousseau est fondée, et va marquer de son empreinte l'activité économique de Rimogne pendant plus d'un siècle. Jean-Louis Rousseau a quatre fils qui vont l'aider à mener l'entreprise jusqu'à sa mort le 27 avril 1788. En 1817, les Rousseau rachètent les autres fosses. C'est le début de la Compagnie des ardoisières de Rimogne qui est fondée quelques années plus tard en 1831.

#### La Compagnie des ardoisières de Rimogne

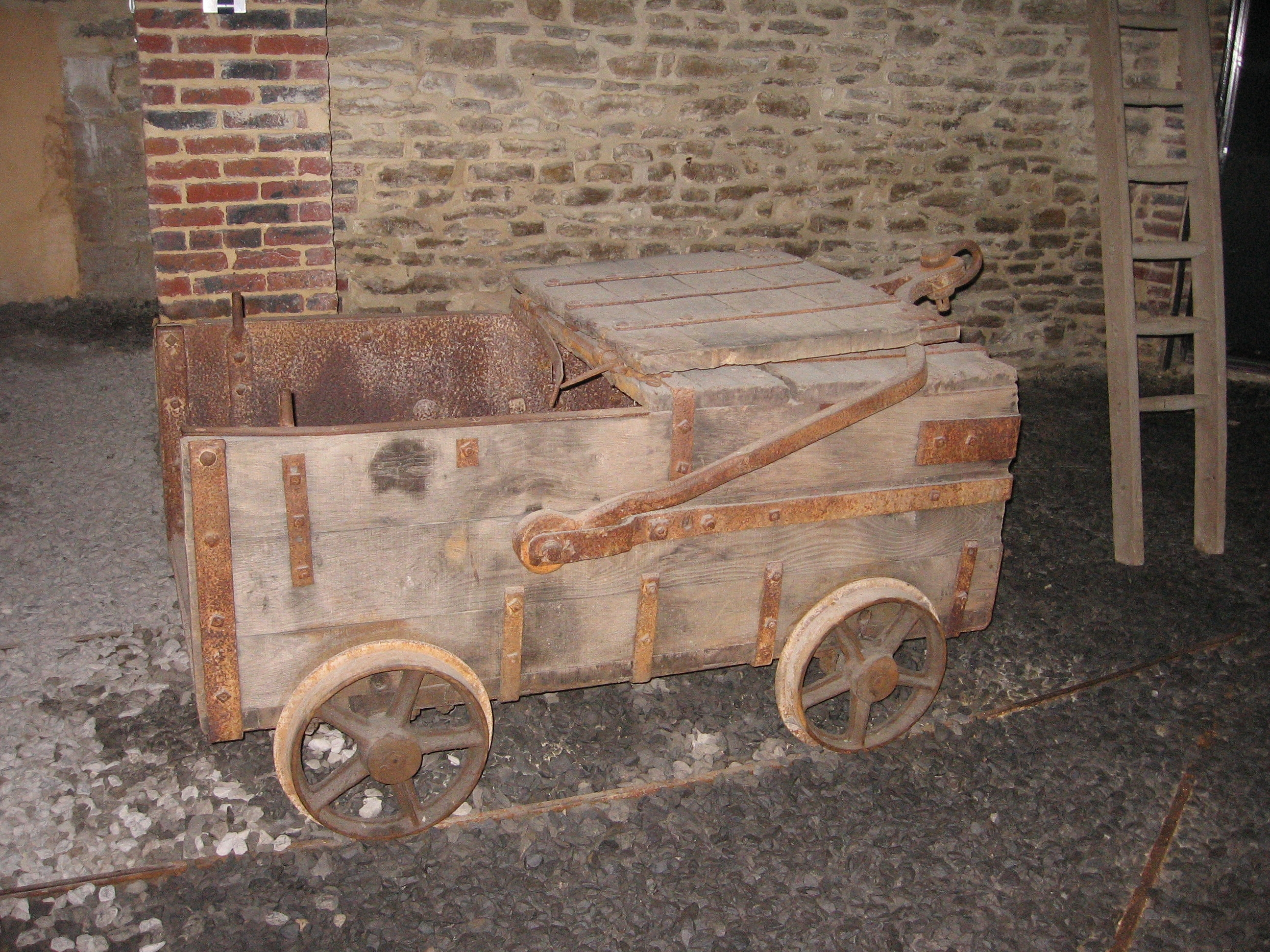
Wagon ou baril pour remonter l'ardoise du fond.

Carte des exploitations ardoisières.

La Compagnie des ardoisières de Rimogne et de Saint-Louis-sur-Meuse est fondée le 14 octobre 1831. Ses statuts font apparaître des propriétés importantes qui incluent la grande majorité des ardoisières du bassin, son fonds social est évalué à 1 080 000 francs. Les parts de la société sont réparties entre 9 membres de la famille et il est précisé que les actions sont indivisibles même par suite de succession. Il est également précisé que les actionnaires veulent, autant que possible, éviter l'introduction d'étrangers dans la société. À partir de 1839, la Compagnie participe aux expositions universelles.
Si la société possède presque tous les tréfonds de la commune, il reste des endroits où l'exploitation est encore possible. Plusieurs sociétés s'y emploient : celle de Truffy et Pierka créée en 1836, celle de la Fosse aux Bois créée en 1839, celle de la Rocaille en 1840 et celle de la Richolle en 1842. Les décennies suivantes, la Compagnie les rachète toutes, une par une, ne souffrant aucune concurrence. En 1843, un puits de 120 mètres est foré à la fosse Saint-Quentin pour le passage de la pierre dans les barils. Ce n'est pas le puits le plus profond : en 1826, un puits de 170 mètres avait été creusé aux abords de la Grande Fosse dans le même but.
Rimogne connait plusieurs grèves, en 1825, 1869, 1874, 1878, 1887 avec à chaque fois comme revendications une hausse des salaires. Les ardoisiers vivent dans la misère. Le 9 avril 1888, éclate l'une des plus grandes grèves : 340 ardoisiers sur 390 se mettent en grève. Les revendications sont les suivantes : 10 % d'augmentation c'est-à-dire quatre francs pour les fendeurs et cinq pour les mineurs ainsi que la restitution des fonds de la caisse de retraite à la chambre syndicale. Jean Baptiste Clément, comme en 1887, vient sur place le 20 avril. La Compagnie menace de licencier les meneurs. La manifestation du premier mai inclut la participation des femmes des ardoisiers et des enfants, un drapeau noir y est aperçu. Cinq brigades de gendarmerie sont mobilisées. Le préfet se rend sur place le 18 mai pour trouver une sortie à la crise. La grève prend fin le 23 mai, la Compagnie réintègre tous les grévistes mais ne cède rien sur les salaires,. Une grève similaire a lieu en 1901, elle dure trois mois,.
Entre 1893 et 1895, on installe les premiers compresseurs et en 1903, on ouvre la fosse Saint-Brice pour suppléer la Grande Fosse qui commence à s'essouffler. Lorsque la Première Guerre mondiale éclate, 600 ouvriers sont employés par la Compagnie et la production est de 30 à 35 millions d'ardoises par an. Les deux conflits mondiaux ralentissent la production qui est arrêtée par moments, mais les fosses ne subissent pas de destructions majeures.

#### Fin des ardoisières

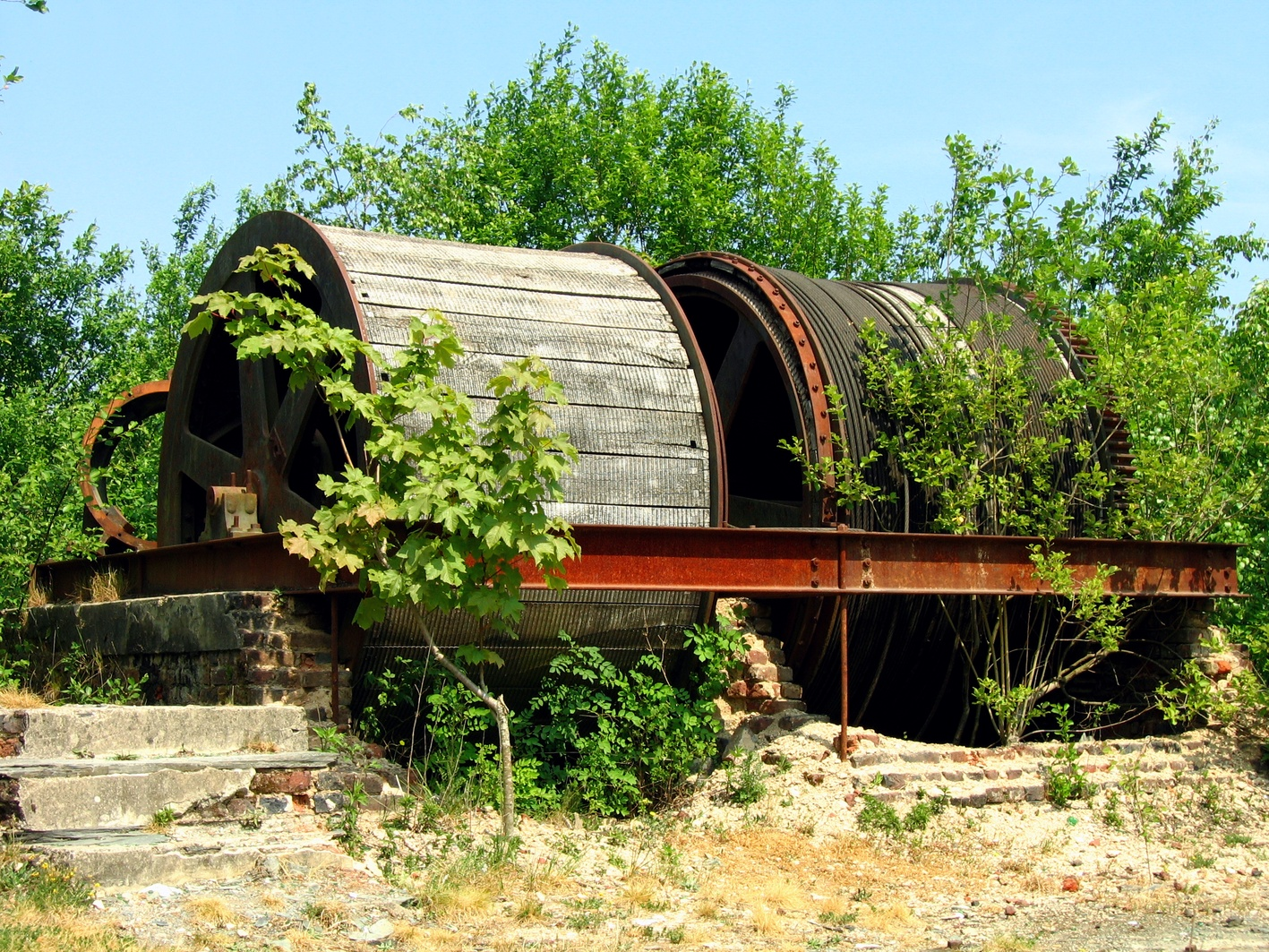
Ancien treuil de la fosse Saint-Brice.

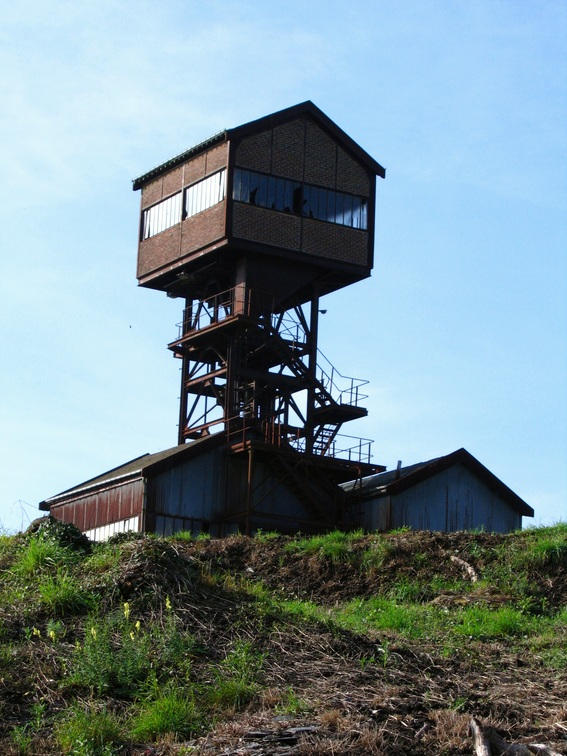
Chevalement du puits Saint-Quentin.

L'ardoise qui sert essentiellement à la couverture perd du terrain, son prix à l'achat est beaucoup plus élevé que d'autres matériaux. La Grande Fosse ferme en 1948. On essaie de redynamiser le bassin en rouvrant la fosse Saint-Quentin. On y installe un chevalement en acier, en fait un ascenseur qui permet aux mineurs de descendre et de monter mais également facilite la remontée des wagons chargés d'ardoise. L'inauguration a lieu le 4 décembre 1961.
En 1965, la Compagnie des ardoisières de Rimogne achète la société des ardoisières de Fumay où travaillent environ 150 personnes. Léon Voisin écrira à ce sujet: « Faute de réussir la modernisation souhaitable, sinon nécessaire, il est possible d'imaginer que la Compagnie, devenue une société à responsabilité limitée (SARL) a voulu, en 1965, assurer son avenir en éliminant définitivement toute concurrence proche par le rachat de la Renaissance et de Saint-Joseph à Fumay. L'exploitation de l'ardoise connaît toutefois ses dernières années. La société dépose le bilan en 1969 et un administrateur provisoire est nommé. Après Fumay, en avril 1971, la dernière fosse en activité de Rimogne, la fosse Truffy ferme à son tour quelques semaines plus tard. 1971 est l'année où toutes les installations encore en activité ferment. Huit siècles se sont écoulés depuis l'extraction de la première ardoise du sol de Rimogne et des Ardennes ».
L'exploitation de l'ardoise perdure toutefois sous la forme d'une entreprise de broyage, la SICA (Société industrielle et commerciale ardennaise). Cette société de broyage a été ouverte en 1934 par la Compagnie. Elle a utilisé dans un premier temps les verdous, déchets ardoisiers accumulés pendant plusieurs siècles. Puis depuis 1985, elle extrait l'ardoise dans une carrière à ciel ouvert (sur le territoire de la commune d'Harcy) pour la réduire en particules à la granulométrie pouvant aller de quelques microns à plusieurs millimètres. Cette usine entraîne par ailleurs des problèmes d'environnement. Le dégagement de beaucoup de poussière d'ardoise rend les paysages alentour blancs. La forêt et les maisons environnantes sont recouverts par cette poussière grisâtre. Ces poudres produites sont destinées à la fabrication de chapes d'étanchéité, dans les bitumes, mastics.

### Aspects sociaux de l'exploitation ardoisière

#### Vie des ardoisiers

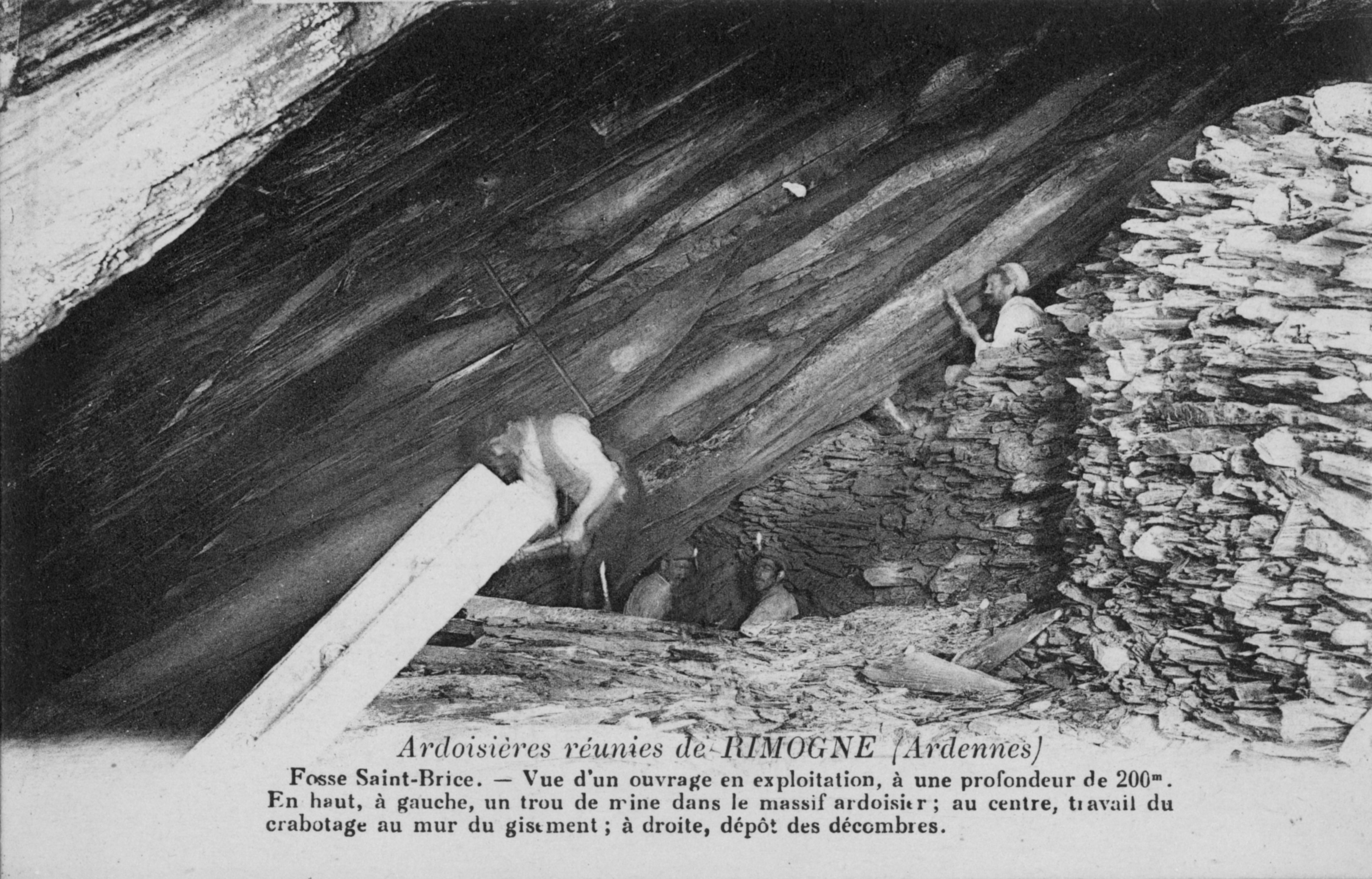
Ardoisiers de la Fosse Saint Brice s'éclairant à la bougie.

Il est difficile aujourd'hui de s'imaginer ce qu'a pu être la vie des ardoisiers à Rimogne. L'ouvrier qui se laissait glisser sur l'échelle afin de rejoindre son ouvrage d'exploitation, s'engouffrait petit à petit dans le silence et l'obscurité. Vers 1750, l'ingénieur Vialet écrit à ce sujet : « Les ouvriers se servent de chandelle pour éclairer leur travail du dedans de la fosse, mais ils portent leurs faix sans aucune lumière, soit dans les galeries, soit sur les échelles, à force de passer par le même endroit il se forme dans les galeries des espèces d'augets dans lesquels les ouvriers sont couler leurs piés, ce qui les dirige dans leur marche ».
Jusque dans les années 1920, l'éclairage dans des profondeurs pouvant aller jusqu'à plus de 600 mètres n'était assuré que par des chandelles fabriquées sur place dans le village. Les ouvriers plongés dans cette nuit forcée accueilleront avec soulagement le progrès qu'a constitué la lampe à acétylène ou lampe à carbure. Les conditions de travail des ouvriers devant porter des charges excédant les 50 kilos sur leur dos, à peine protégés par un cousin de paille appelé bassat, étaient très difficiles. Les outils des années 1900 étaient très semblables à ceux des années 1700.
De plus, les ouvriers, du fond comme du jour, sont exposés à une maladie respiratoire appelée schistose (c'est la silicose des mineurs de charbon), qu'un médecin ardennais, Louis Adolphe Hamaide, a été un des premiers à étudier dans le détail. Les poussières d'ardoise respirées par les ardoisiers se déposaient peu à peu dans les poumons. Il fallut attendre 1950 pour voir cette maladie reconnue comme maladie professionnelle.
Cette vie très difficile est rythmée par les blessures et les accidents. Les coupures, les fractures, les entorses et les plaies ponctuent le quotidien des ouvriers. Les accidents mortels se produisent plus ou moins régulièrement et les causes sont très diverses, allant le plus souvent du décès par écrasement à la suite de la chute d'un bloc, au décès dû à une chute ou au décès dû à une explosion mal maîtrisée. Cinquante-neuf accidents mortels sont recensés de 1753 à 1970. La plus jeune victime avait 13 ans, la plus ancienne en avait 71. À chaque accident, une sirène appelée gueulard placée à la Grande Fosse retentissait dans Rimogne faisant cesser toute occupation. La population attendait alors avec angoisse de savoir qui était la ou les victimes. On peut en effet constater que la plupart du temps, le travail se faisant en communauté, un accident faisait plusieurs victimes à la fois.

#### Ferveur et traditions religieuses

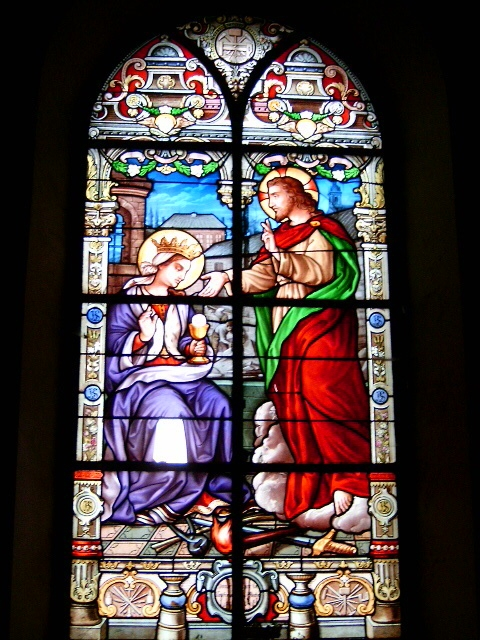
Vitrail de sainte Barbe.

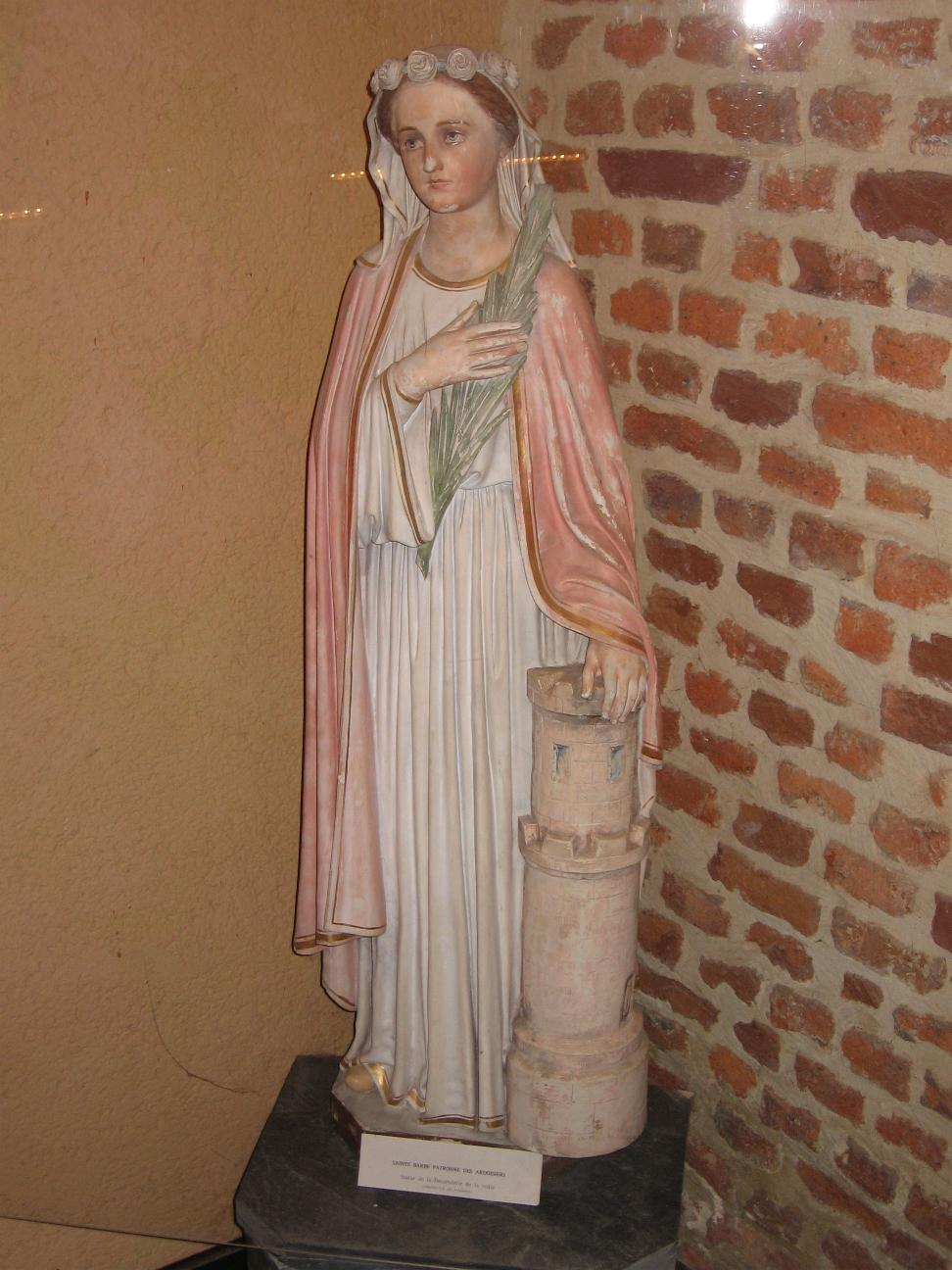
Sainte Barbe de la descenderie de la Voute.

L'un des autres impacts de l'exploitation ardoisière à Rimogne a été l'impact religieux. La patronne des ardoisiers, sainte Barbe, est omniprésente. On la retrouve à l'entrée de chaque descenderie, veillant sur la vie des ouvriers. Quatre statues de sainte Barbe différentes peuvent être observées dans le bourg, dont trois dans l'église. C'est d'ailleurs dans l'église que se trouve l'expression la plus concrète de l'impact religieux des ardoisières. Des deux chapelles situées dans les bras du transept l'église, celle de droite est consacrée à sainte Barbe. De la grille d'entrée de la chapelle jusqu'aux plus petits détails, tout rappelle l'importance de la sainte. L'autel de la chapelle présente, dans un bas-relief, les outils des ardoisiers, les outils du jour et les outils du fond. Les outils sont également présentés dans un des vitraux. Le vitrail présente le Christ donnant l'Eucharistie à sainte Barbe et dans le fond ont été représentés différents monuments du village. La famille Rousseau a donné plusieurs des vitraux ou encore les deux grottes représentant Bernadette Soubirous. Le monde des ardoisières a marqué l'église de la nef aux cloches, l'une d'entre elles a pour parrain un des directeurs de la Compagnie.
Le sentiment religieux était également entretenu dans la seconde moitié du XIXe siècle et le début du XXe siècle  par des festivités pour la fête de la sainte patronne des ardoisiers, et par une confrérie spécifique. Une bénédiction annuelle  des ardoisières avait lieu le jour de l’Ascension.

#### Emprise de la Compagnie dans la vie locale

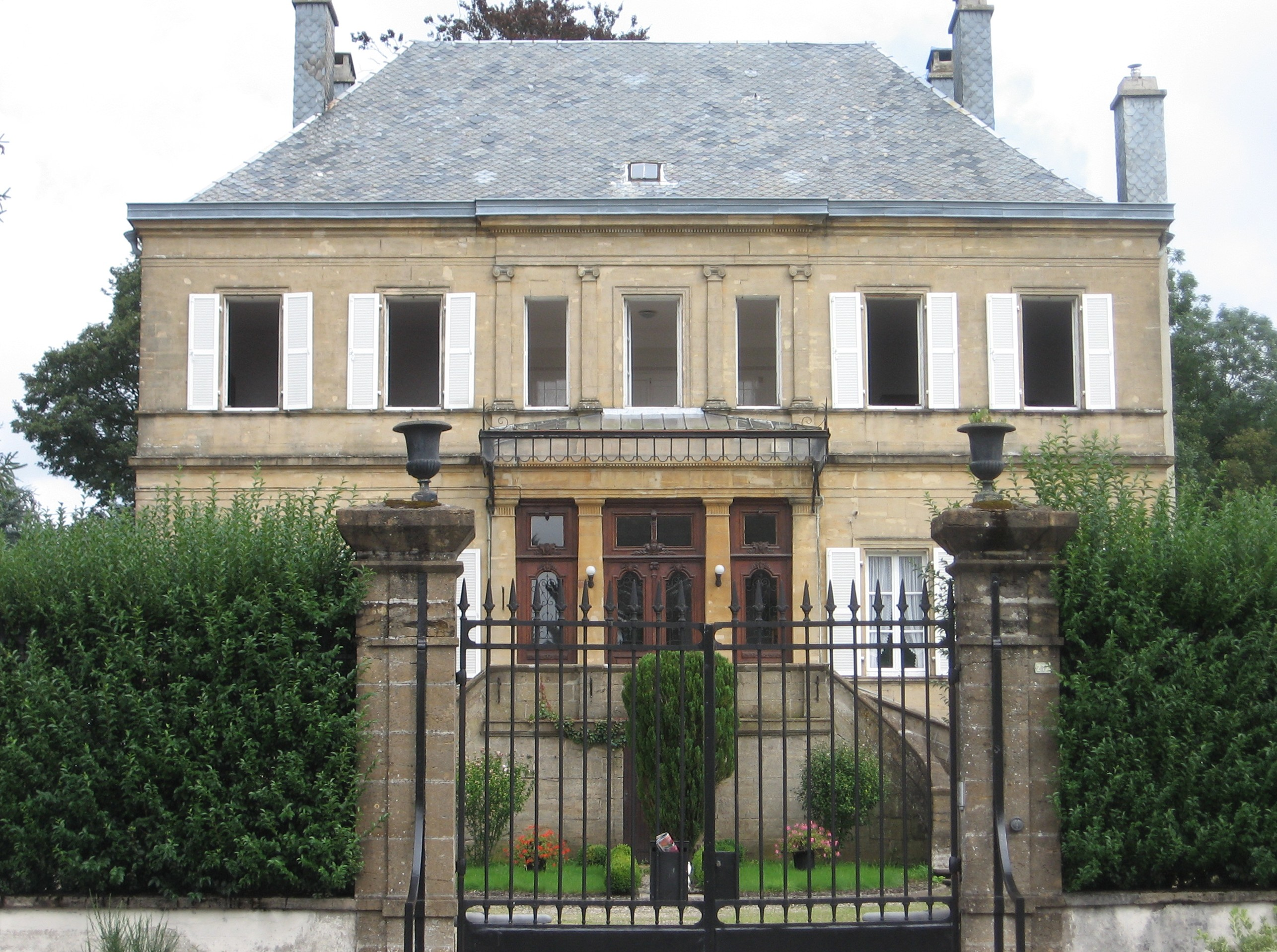
Château des Rousseau de Rimogne.

Outre le fait que les propriétaires des ardoisières possédaient la presque totalité des tréfonds de la commune et donc pour ainsi dire possédaient le village, ils pèsent sur de nombreux volets de la vie locale, dont le logement. Les ouvriers ardoisiers étaient logés par la Compagnie, le plus souvent dans des cités ouvrières, des alignements de maisons en briques. Les habitations sont exiguës mais les ouvriers ont à leur disposition un morceau de terrain situé derrière duquel ils peuvent tirer leur subsistance. En 1932, elle possédait 192 logements dans le village.
La Compagnie des ardoisières a également été très présente dans la vie politique et associative. Depuis 1789, huit maires ont joué un rôle au sein des ardoisières. Le premier d'entre eux fut Pierre Joseph Bétry, régisseur, tout comme son successeur Jean-Baptiste Péridon qui sera maire par deux fois. Vincent Adolphe Rousseau de Rimogne, petit-fils de Jean-Louis Rousseau, est maire de Rimogne en 1837 et cela jusqu'en 1848. Plusieurs autres dirigeants se sont succédé : Louis Pierre Teissier, Constant Beuret, Ferdinand Aubriot ou encore Armand Moreaux, petit-fils du général René Moreaux (la lettre de démission d'Armand Moreaux en février 1879 étant significative de la façon dont les affaires de la commune et celles de la Compagnie s'entremêlaient). La Compagnie est omniprésente. Elle l'est également au sein des associations. L'harmonie municipale fondée en 1892 a longtemps eu les dirigeants des ardoisières comme directeurs. M. Gilotaux, directeur des Ardoisières réunies à Rimogne était président d'honneur de l'Union sportive en 1922. Le comte de Monchy, actionnaire principal de la compagnie, est membre de la société de chasse fondée en 1929. Il en est de même pour l'Espoir de Rimogne, association sportive fondée en 1932, dont l'un des vice-présidents était le directeur Alfred Derancourt.

## Politique et administration

### Tendances politiques et résultats

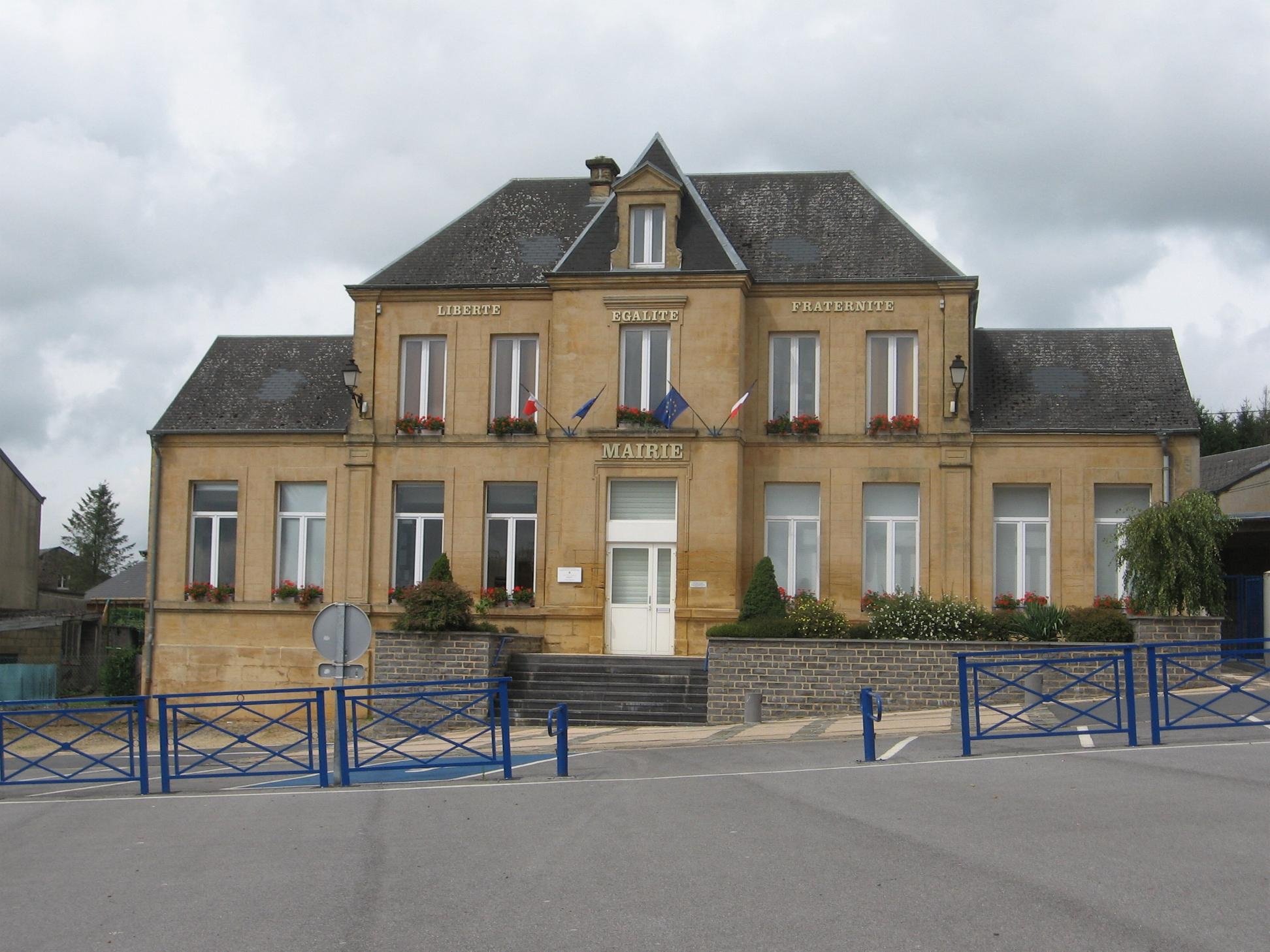
Mairie.

Longtemps, Rimogne a été gouvernée par des notables, en particulier par des grands propriétaires terriens, des propriétaires d'ardoisières, de brasseries, etc. Le début du XXe siècle a marqué un changement dans cette situation, en particulier après la Première Guerre mondiale.
De nombreux ardoisiers ont été élus maires, tel Henri Biston, maréchal-ferrant, qui a rempli deux mandats, le premier de 1936 à 1945, le second de 1953 à 1959. La commune a été par la suite dirigée par des maires socialistes ou apparentés socialistes, dont René Petit, un proche d'Andrée Viénot, qui, lors de la visite du général de Gaulle, président de la République, dans sa ville, en 1963, lui présente un cahier de doléances comme message de bienvenue, et lui remet un bulletin de paie d'ouvrier ardoisier en guise de fleurs. Les noms de rues témoignent de cette tendance politique puisque les municipalités successives ont donné les noms de Jean-Baptiste-Clément, Jean-Jaurès, François-Mitterrand ou encore Jules-Guesde à différentes rues de la commune. Aux élections municipales de 2008, un candidat du principal parti de droite l'emporte pour un mandat. Aux élections municipales suivantes, en 2014, 2014, la liste de Grégory Truong, candidat divers gauche, reprend la mairie au premier tour, avec 51,44 % des suffrages exprimés.

### Administration municipale
Le nombre d'habitants au dernier recensement étant compris entre 500 et 1 499, le nombre de membres du conseil municipal est de 15.

### Liste des maires
Sept maires se sont succédé depuis 1953 :
| Période      | Période      | Identité                   | Étiquette     | Qualité                                                                             |
| ------------ | ------------ | -------------------------- | ------------- | ----------------------------------------------------------------------------------- |
| 1936         | 1945         | Henri Biston               | SFIO          | Maréchal-ferrant, conseiller d'arrondissement (1937-1940)                           |
| 1945         | 1953         | Maurice Fonder (1901-1953) | SFIO          | Ancien résistant                                                                    |
| 1953         | 1959         | Henri Biston               | SFIO          | Maréchal-ferrant, ancien conseiller d'arrondissement                                |
| 1961         | 1983         | René Petit                 | SFIO puis PSU | Directeur du collège, conseiller général du canton de Rocroi                        |
| 1983         | 2001         | Jacques Beaufils           | PS            | Enseignant, élu en 2014 maire de Combrit (Finistère)                                |
| 2001         | 2008         | Jean-Marie Baudoin         | PS            | Ancien enseignant                                                                   |
| 2008         | 29 mars 2014 | Noëlle Devie               | UMP           |                                                                                     |
| 29 mars 2014 | 2020         | Grégory Truong             | DVG           | Chargé de mission « Relations internationales » à la mairie de Charleville-Mézières |
| mai 2020     | En cours     | Yannick Rossato            | SE            |                                                                                     |

### Instances judiciaires et administratives
Rimogne relève du conseil de prud'hommes de Charleville-Mézières, de la Cour administrative d'appel de Nancy, de la Cour d'appel de Reims, de la Cour d'assises des Ardennes, du tribunal administratif de Châlons-en-Champagne, du tribunal d'instance de Charleville-Mézières, du tribunal de commerce de Sedan, du tribunal de grande instance de Charleville-Mézières, du tribunal paritaire des baux ruraux de Charleville-Mézières et du tribunal pour enfants de Charleville-Mézières.

### Politique environnementale
Un gymnase à énergie solaire a été édifié dès 1985 par l'architecte Christian Vanelle.  À noter également qu'une déchèterie est disponible.
La commune a adhéré à la charte du parc naturel régional des Ardennes, à sa création en décembre 2011.
La partie septentrionale de la commune est une zone naturelle d'intérêt écologique, faunistique et floristique, la ZNIEFF n°210020038 Bois, prairies et étangs du Nord de Rimogne et d'Harcy, empiétant également sur le territoire des communes voisines. Elle comprend des zones humides, dont les étangs de Rosainrue et de Doby, et une chênaie acidophile.

### Jumelages
Au 18 janvier 2015, Rimogne n'est jumelée avec aucune commune.

### Intercommunalité
Rimogne fait partie de la communauté de communes Vallées et Plateau d'Ardenne (anciennement Val et Plateau d'Ardenne puis Portes de France)[réf. nécessaire].

### Finances locales
Durant les années 2008 à 2012, la capacité d'autofinancement reste supérieure à la moyenne de la strate (communes de 500 à 2 000 habitants appartenant à un groupement fiscalisé (4 taxes) ) :
Capacité d'autofinancement par habitant (en euros)
|                      | 2013 | 2012 | 2011 | 2010 | 2009 | 2008 | 2007 | 2006 | 2005 | 2004 | 2003 |
| -------------------- | ---- | ---- | ---- | ---- | ---- | ---- | ---- | ---- | ---- | ---- | ---- |
| Rimogne              | 126  | 276  | 275  | 247  | 240  | 244  | 144  | 63   | 87   | 156  | 97   |
| Moyenne de la strate | 187  | 194  | 162  | 173  | 162  | 166  | 167  | 161  | 150  | 144  | 182  |

## Population et société

### Démographie
Les habitants sont appelés les Rimognats.
L'évolution du nombre d'habitants est connue à travers les recensements de la population effectués périodiquement dans la commune depuis 1793. Le chiffre de 1856 est absent. Grâce à la monographie de l'instituteur Buridant, on sait qu'en 1855, le nombre d'habitants s'élevait à 1894. Après avoir crû au XIXe siècle et atteint un maximum en 1846 avec 1 935 habitants, la population de la commune décroît du début du XXe siècle jusque dans les années 1950 puis reste relativement stable.
La population de Rimogne s'est petit à petit accrue grâce aux emplois fournis par les ardoisières. Il y eut deux vagues d'immigration. La première qui a eu lieu après la Première Guerre mondiale a essentiellement concerné les Italiens. La seconde vague d'immigration qui a suivi la Seconde Guerre mondiale a vu arriver des Polonais en majeure partie dans le village. Aujourd'hui Rimogne n'a plus de concentrateur d'emploi comme l'étaient les ardoisières, les motivations de la venue des nouveaux habitants sont principalement un cadre de vie agréable ou encore les racines familiales.
| 1793 | 1800 | 1806 | 1821 | 1831  | 1836  | 1841  | 1846  | 1851  |
| ---- | ---- | ---- | ---- | ----- | ----- | ----- | ----- | ----- |
| 716  | 783  | 842  | 972  | 1 147 | 1 246 | 1 705 | 1 935 | 1 898 |

| 1866  | 1872  | 1876  | 1881  | 1886  | 1891  | 1896  | 1901  | 1906  |
| ----- | ----- | ----- | ----- | ----- | ----- | ----- | ----- | ----- |
| 1 834 | 1 780 | 1 919 | 1 914 | 1 878 | 1 844 | 1 906 | 1 745 | 1 692 |

| 1911  | 1921  | 1926  | 1931  | 1936  | 1946  | 1954  | 1962  | 1968  |
| ----- | ----- | ----- | ----- | ----- | ----- | ----- | ----- | ----- |
| 1 639 | 1 522 | 1 566 | 1 530 | 1 583 | 1 372 | 1 499 | 1 533 | 1 477 |

| 1975  | 1982  | 1990  | 1999  | 2006  | 2008  | 2013  | 2018  | 2022  |
| ----- | ----- | ----- | ----- | ----- | ----- | ----- | ----- | ----- |
| 1 327 | 1 388 | 1 323 | 1 416 | 1 420 | 1 427 | 1 431 | 1 368 | 1 328 |

### Enseignement

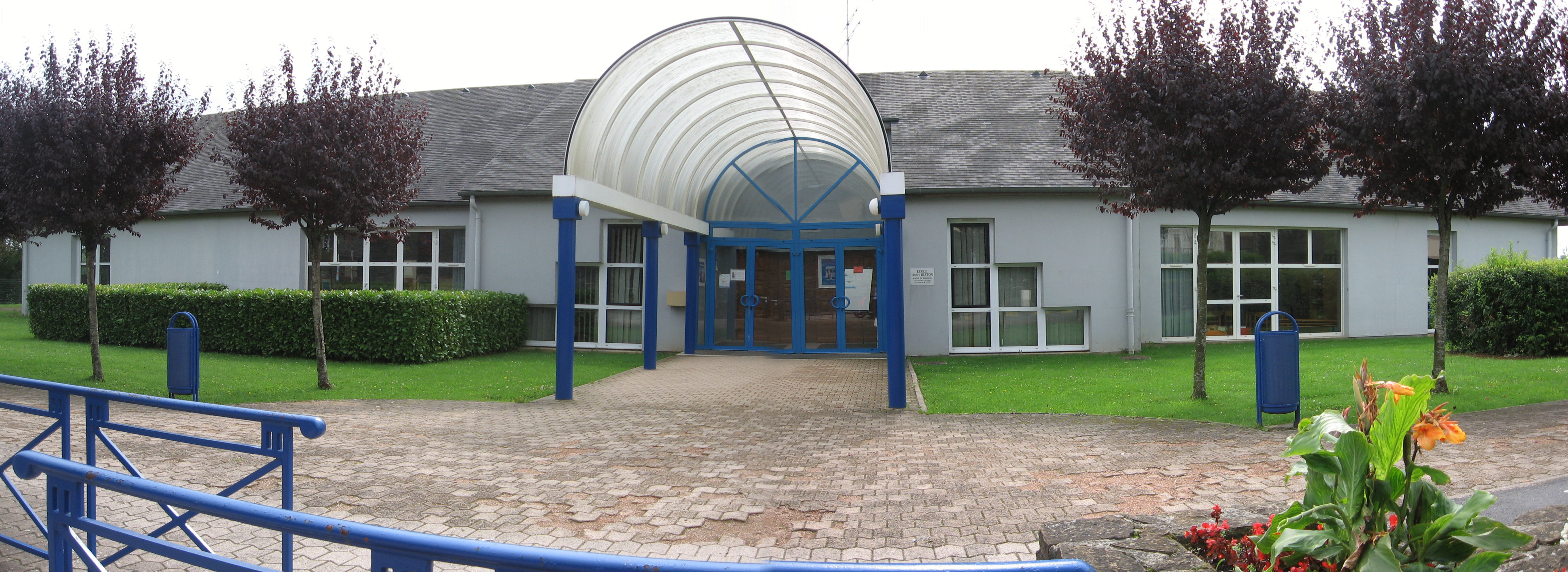
École maternelle Henri-Biston

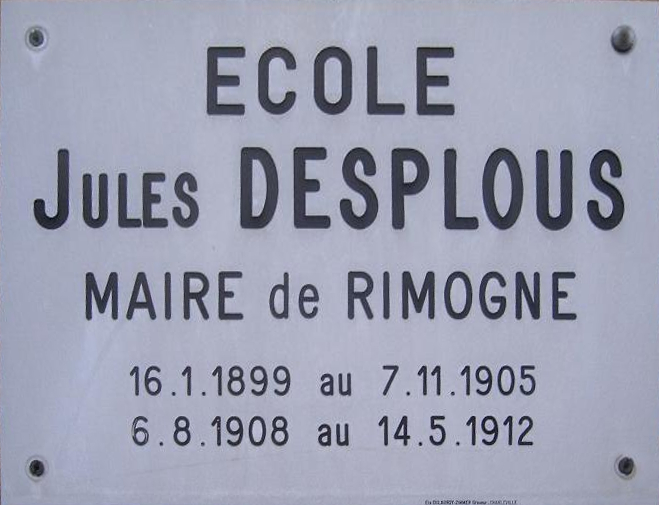
Plaque de l'école primaire Jules-Desplous.

Rimogne est située dans l'Académie de Reims.
La commune administre une école maternelle et une école élémentaire regroupant en 2014-2015, 80 élèves à l'école maternelle et 141 élèves à l'école élémentaire. L'école maternelle fondée en 1900 est l'école Henri-Biston, du nom d'un maire de Rimogne. Tout d'abord située dans les bâtiments de l'actuelle mairie, la nouvelle école maternelle se situe rue de la Fosse Truffy et a été construite en 1992 sur un ancien verdou.
L'école primaire Jules-Desplous, du nom également d'un ancien maire, se situe sur la place de l'église. Construite en 1839, elle a accueilli une école de garçons et une école de filles avant de devenir mixte.
Le département gère un collège. Le collège du Blanc-Marais se situe dans le haut du village. Depuis 1975, un échange entre le collège de Rimogne et le Städtisches Gymnasium d'Übach-Palenberg est organisé.

### Sports

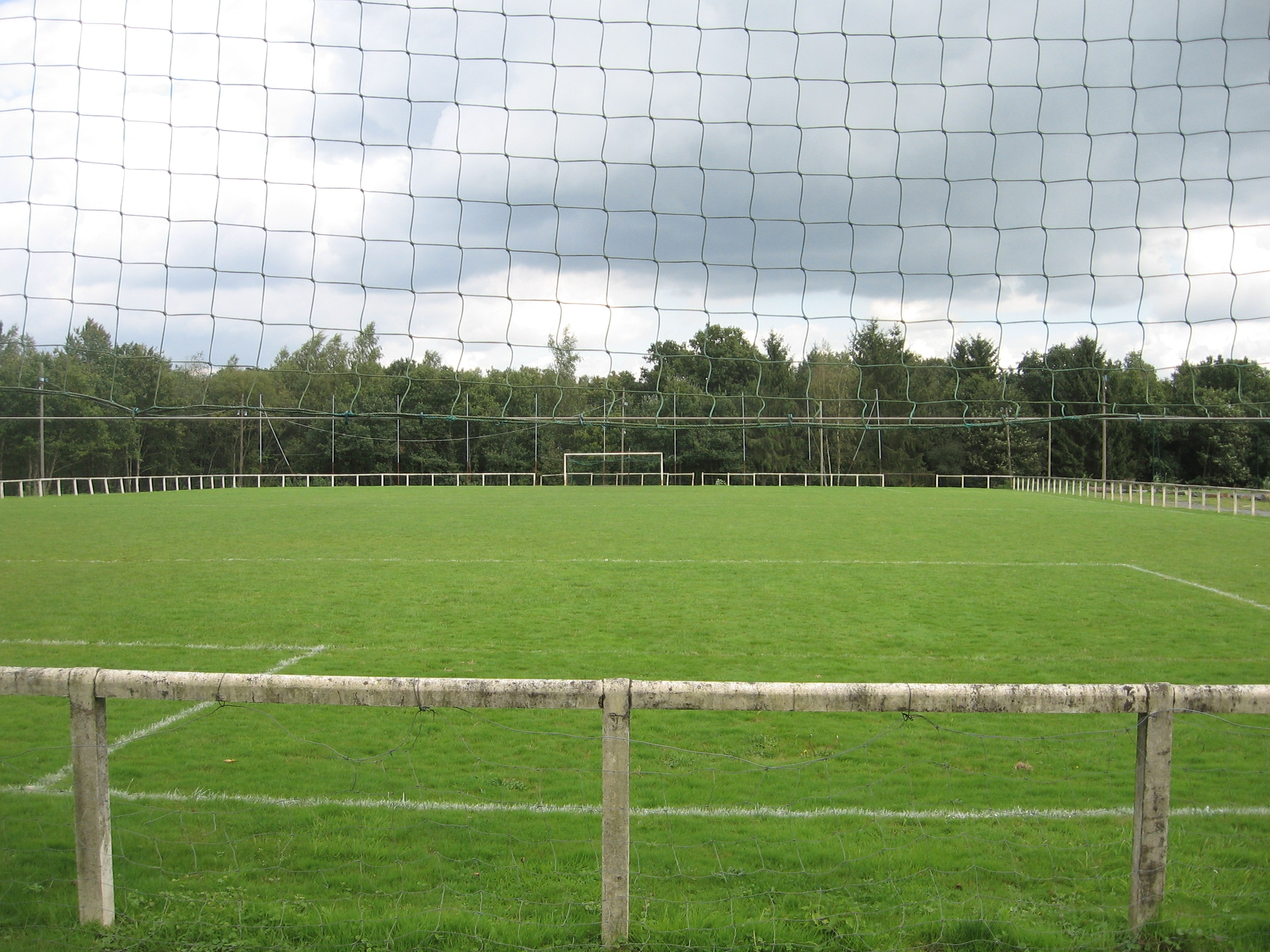
Terrain de football de Rimogne.

Le club de football de Rimogne (le FCR) a été fondé en 1936. L'équipe dispose de deux terrains de football : un terrain principal herbeux et un terrain en stabilisé permettant par exemple les entraînements lorsque le premier est détrempé. Des bâtiments en dur abritent les vestiaires des joueurs et des arbitres.
Le FJEP (Foyer de Jeunes et d’Éducation Populaire de Rimogne) est l'association la plus importante de Rimogne. De nombreuses activités sportives sont proposées : tennis, tennis de table, tir, musculation, gymnastique (enfants, adultes et troisième âge), etc.. Le FJEP possède une salle où le tir est par exemple dispensé : le Mille Club. Il y a également à Rimogne un club de judo, créé en 1986, devenu l'Alliance-Judo-Club 08 Rimogne / Rouvroy sur Audry/ Tournes, avec des entraînements dans les trois lieux. Le COSEC (complexe sportif évolutif couvert) est une structure où ont lieu les cours de sport des collégiens. Il permet également aux associations sportives du village de pratiquer leurs activités. Le matériel entreposé et les équipements permettent de nombreux sports : basket-ball, football, handball, volley, athlétisme, gymnastique, judo, etc. À côté du COSEC se trouve un boulodrome.
Pendant les vacances scolaires, un centre de loisirs est mis à disposition des habitants du village et des villages alentour.

### Santé
Une maison de santé pluridisciplinaire (MSP) a été inaugurée en 2015. En 2023, elle regroupe notamment : médecins généralistes, chirurgien-dentiste, masseurs-kinésithérapeutes,  infirmières, orthophonistes, pédicure-podologue, diététicienne.
Les personnes âgée en perte d’autonomie — classées dans un groupe iso-ressources (GIR) 2 à 6 —  peuvent bénéficier d’une colocation spécifique avec auxiliaires de vie sociale.

### Autres
Rimogne compte également parmi ses associations le seul club de Questions pour un champion des Ardennes. Une médiathèque portant le nom d'Eugène Damas a ouvert le 8 octobre 2008. À noter que Rimogne est un village fleuri récompensé par une fleur depuis le 21 mars 2007.

## Économie

### Revenus de la population et fiscalité
En 2011, le revenu fiscal médian par ménage était de 25 244 €, ce qui plaçait Rimogne au 24 450e rang parmi les 31 886 communes de plus de 49 ménages en métropole.
En 2009, 58,8 % des foyers fiscaux n'étaient pas imposables.

### Emploi
En 2009, la population âgée de 15 à 64 ans s'élevait à 930 personnes, parmi lesquelles on comptait 69,1 % d'actifs dont 61,1 % ayant un emploi et 7,9 % de chômeurs.
On comptait 231 emplois dans la zone d'emploi, contre 261 en 1999. Le nombre d'actifs ayant un emploi résidant dans la zone d'emploi étant de 572, l'indicateur de concentration d'emploi est de 40,3 %, ce qui signifie que la zone d'emploi offre moins d'un emploi pour deux habitants actifs.

### Entreprises et commerces
Si l'exploitation ardoisière a occupé la majeure partie de la scène économique de Rimogne, on peut également faire mention d'autres industries. En 1881, Auguste Rifflart ouvre la première usine d'émail. Il travaille à partir de 1890 en collaboration avec Louis Lens qui possèdera par la suite sa propre usine. Les Emaux Rifflart fermeront après la Seconde Guerre mondiale. Quant aux Emaux Lens puis Sinniger, ils fermeront en 1973. Rimogne a également compté plusieurs brasseries, une fonderie, une clouterie et une briqueterie. L'historien Henri Manceau cite également une activité artisanale de menuisiers et de fabrication de meubles rustiques, pendant près d'un siècle, de la deuxième moitié du XIXe siècle à la première moitié du XXe siècle. 
Il donne l'exemple du maître-menuisier Fonder-Radaud, cultivateur l'été, menuisier l'hiver, sculptant des buffets et des boîtes d'horloge. Les bancs de l’église de Rimogne sont de lui. Son atelier était implanté en haut du village, avec une imposte cassée représentant la branche de chêne, soulignée d’une moulure ronde de lauriers, et portant en médaillon les initiales F. R. et la date de 1837. Un autre des noms cités par Henri Manceau est celui des deux Tanton : Tanton-Beauvalet et Cadet-Tanton, installés dans le bas du village. Ils fabriquaient des armoires surmontées de solides corniches. S'inscrivant souvent dans un style Louis XV ou Louis XVI, chaque artisan se livrait à des variantes décoratives.
Au 31 décembre 2010, Rimogne comptait 75 établissements : 1 dans l’agriculture-sylviculture-pêche, 5 dans l'industrie, 12 dans la construction, 41 dans le commerce-transports-services divers et 16 étaient relatifs au secteur administratif.
En 2011, 9 entreprises ont été créées à Rimogne, dont 8 par des auto-entrepreneurs.

## Culture locale et patrimoine

### Maison de l'Ardoise

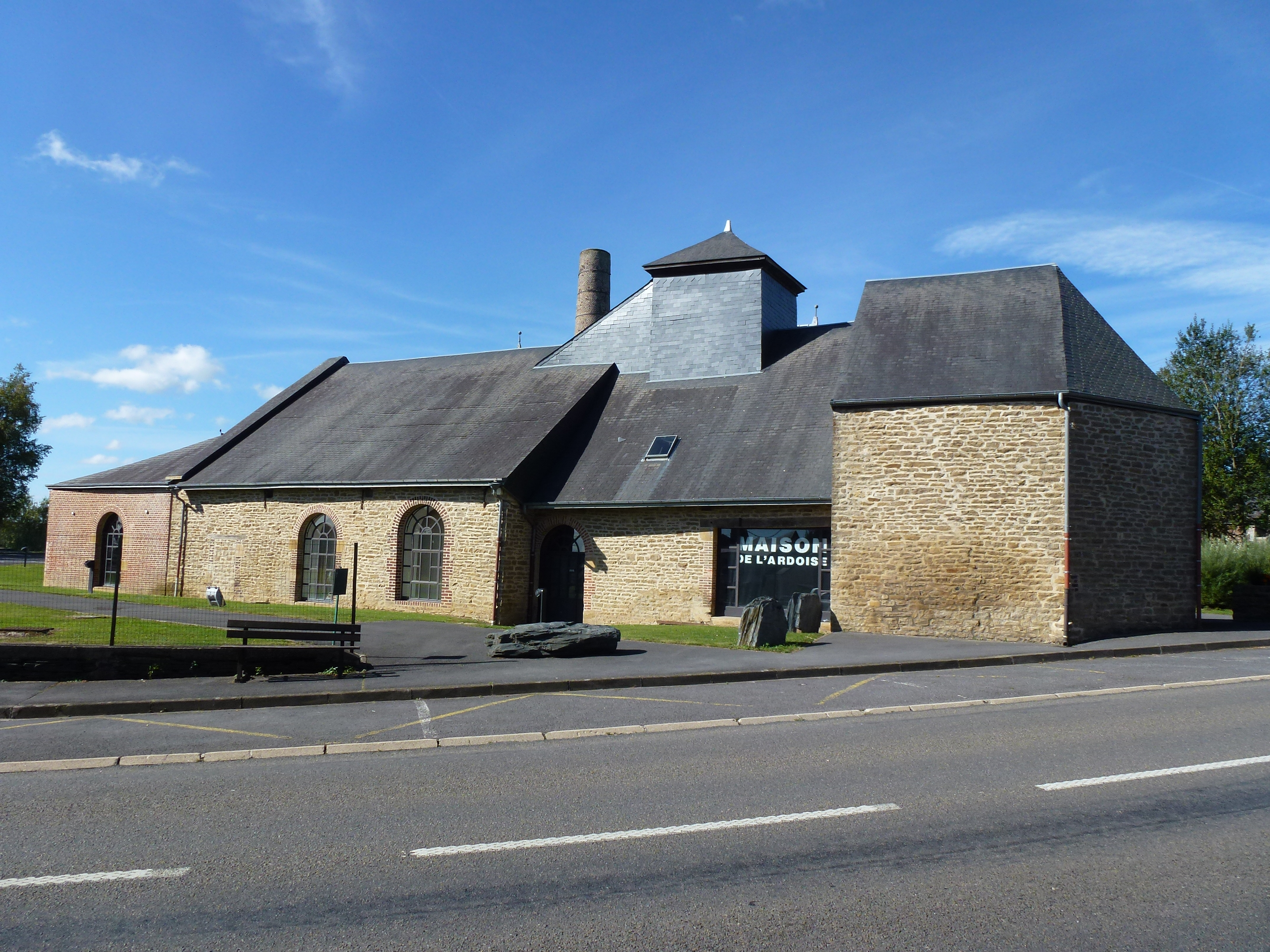
La Maison de l'Ardoise.

La Maison de l'Ardoise, musée sur le passé ardoisier de Rimogne, est installée dans les bâtiments de l'ancienne Grande Fosse et de la centrale électrique. Elle retrace en plusieurs salles ce qu'a été la vie ardoisière du village avec par exemple la salle du treuil. Différents objets, témoins de ce passé, sont présentés au visiteur : anciens outils, cartes postales, maquettes, statues. Le point d'orgue de la visite est le puits vertical de 185 mètres sur lequel a été posée une vitre, permettant ainsi de voir l'endroit par où les wagons pleins de pierre remontèrent jusqu'en 1937. Le musée est remanié, mais doit fermer en 2008,. Après des négociations menées avec le directeur des ardoisières, la mairie de Rimogne parvient à racheter l'ensemble des vestiges des ardoisières pour l'euro symbolique en avril 2010. Des travaux d'aménagement sont entrepris, le carreau de l'ardoisière Saint-Quentin est défriché et embelli, la voûte est rasée pour laisser place à un belvédère, et la Maison de l'ardoise est rouverte au public.

### Patrimoine architectural

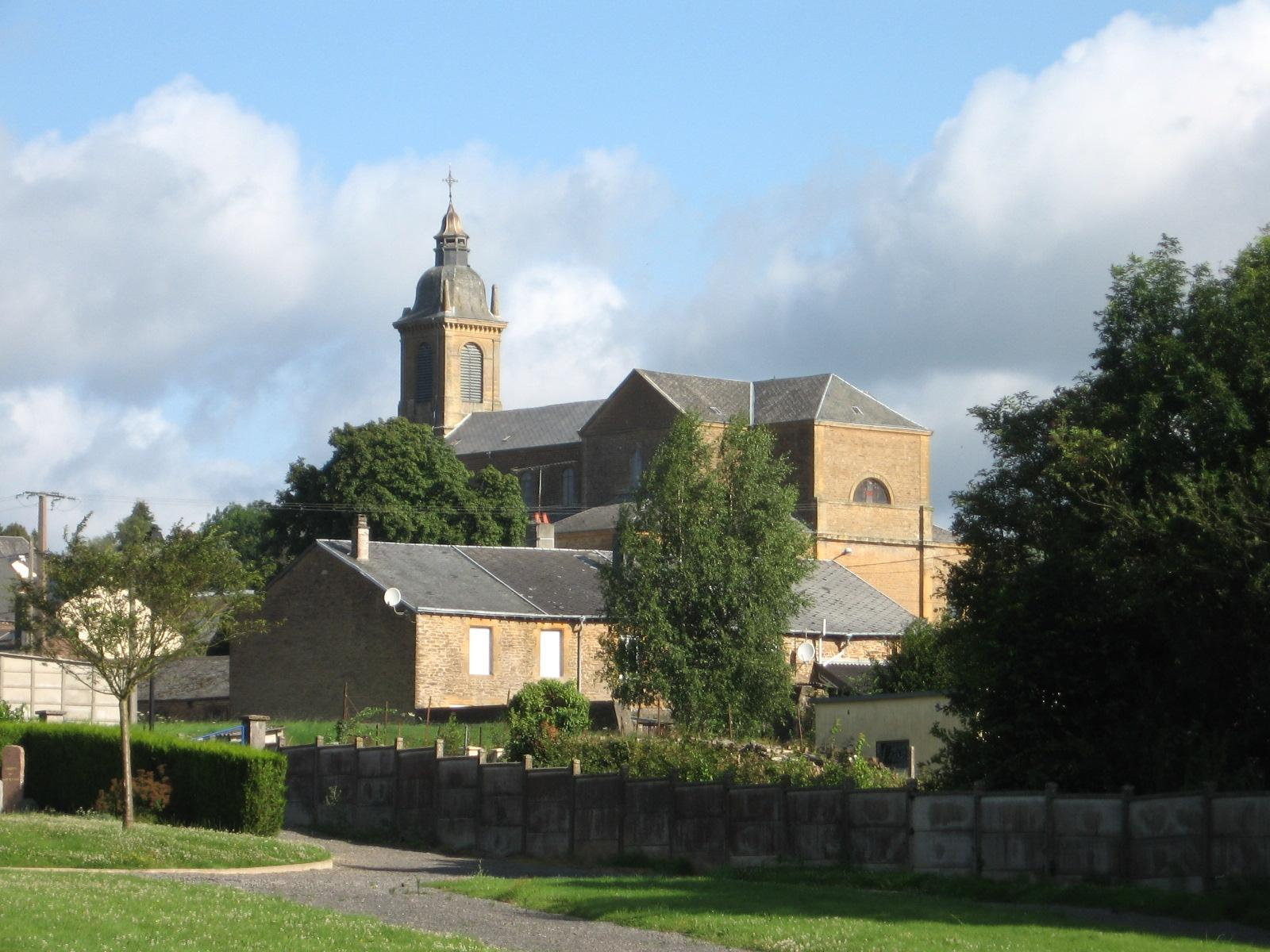
Église Sainte-Brice.

L'église Saint-Brice construite en 1845. Cette église de style néoclassique n'a pas de cachet extérieur particulier. Elle renferme toutefois quelques curiosités. L'église est un bon témoin de l'histoire ardoisière du village. La famille Rousseau de Rimogne a offert trois vitraux ainsi que les deux grottes de part et d'autre de l'autel dont la partie plane est constituée de plaques tombales prélevées dans l'ancienne église. Une chapelle est dédiée à la patronne des ardoisiers : sainte Barbe. L'autel de la chapelle et ses vitraux sont ornés des outils des ardoisiers qui ont également offert un vitrail. Le peintre Eugène Damas a exécuté trois toiles situées dans la chapelle du Sacré-Cœur. À voir également un lutrin du XVIIIe siècle en forme d'aigle ainsi qu'une statue très particulière de sainte Barbe dans sa tour.

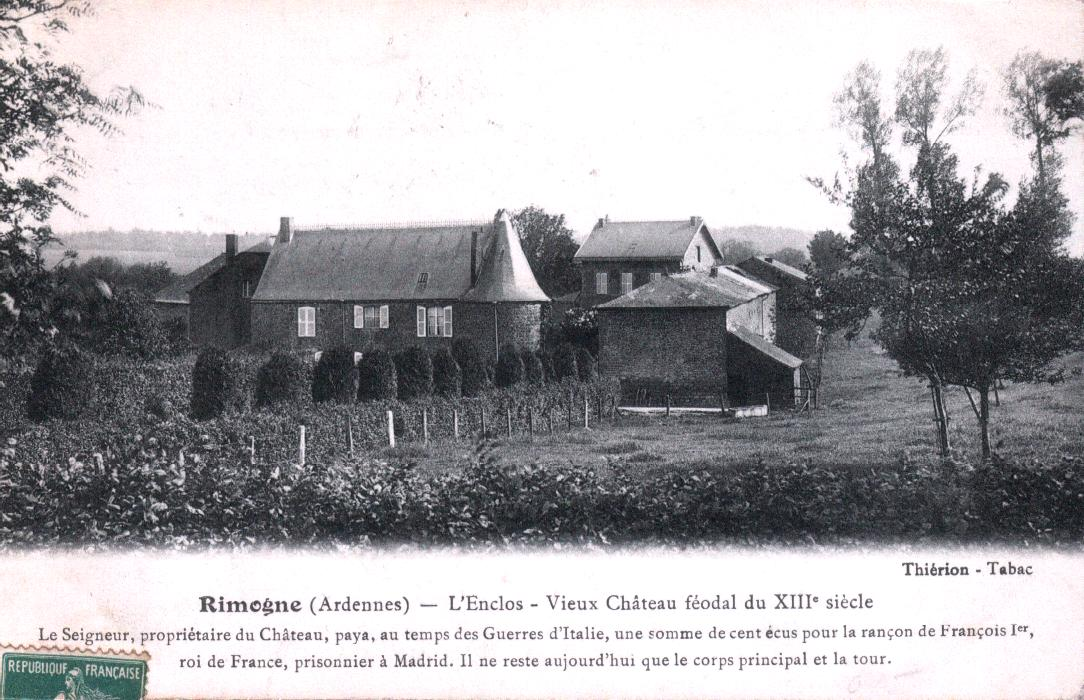
Château de l'Enclos du XIIIe siècle.

Un monument aux morts, érigé par Le Souvenir français, pour la guerre franco-allemande de 1870, sculpté par Aristide Croisy, à la mémoire des soldats morts, se situe dans le cimetière. Inauguré le 24 octobre 1904, il représente un mobile, soldat de 1870, en train de charger.
Si quelques rares monuments du souvenir ont été érigés en mémoire des combattants de 1870, 30 000 monuments sont construits dans l'entre-deux-guerres dans les différentes communes de France.
Celui de Rimogne est inauguré le 7 mai 1922 par le député des Ardennes Henri Philippoteaux. Il est situé sur la place de l'église et de l'école primaire et est l’œuvre de Norbert Staquet.

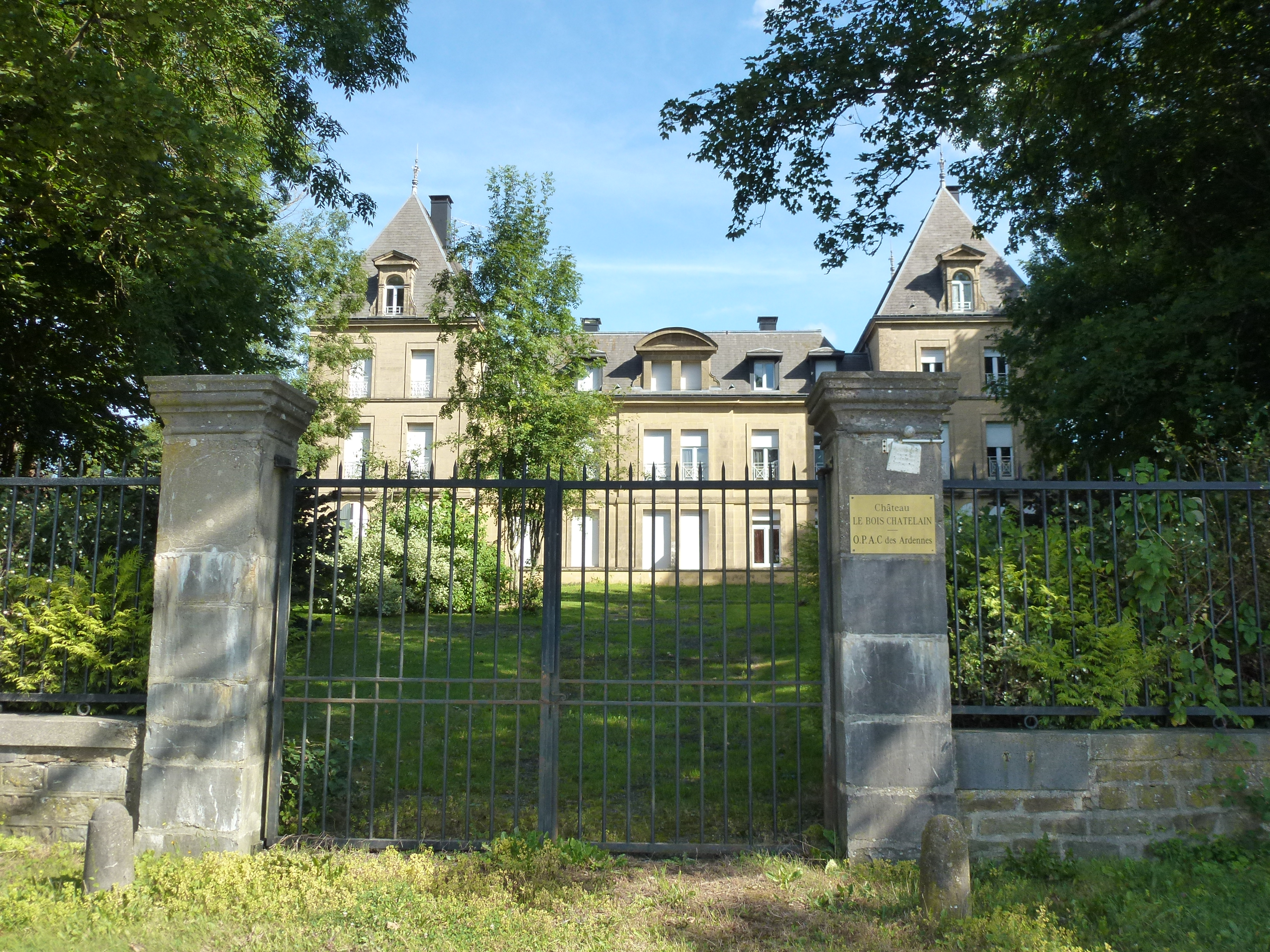
Château Le Bois Chatelain.

Une plaque apposée sur les murs du carreau de l'exploitation Saint Quentin reprend les noms des ouvriers ardoisiers tués lors des deux conflits mondiaux. On y peut en dénombrer trente.
Il existe ou a existé plusieurs châteaux à Rimogne. Le premier d'entre eux, le château dit de l'Enclos, a été vendu en 1529. Pendant de longues années, une brasserie était établie en ses murs. C'est aujourd'hui une ferme. Il subsiste la tour du château ainsi que la grande salle.
Le deuxième château, est celui du Bois Châtelain où résidait autrefois le marquis de Bérulle et la famille Teissier, propriétaire des ardoisières, avant lui. Situé à la sortie du village, il fut brûlé en 1944 et reconstruit à l'identique. Il abrite aujourd'hui des logements gérés par Habitat08, l'office public de l'habitat des Ardennes.
Le château des Rousseau, demeure historique des propriétaires des ardoisières, est situé le long de la route nationale. Tout près se situait également la maison de Monchy, bombardée en mai 1940.

### Verdoux et soutènements

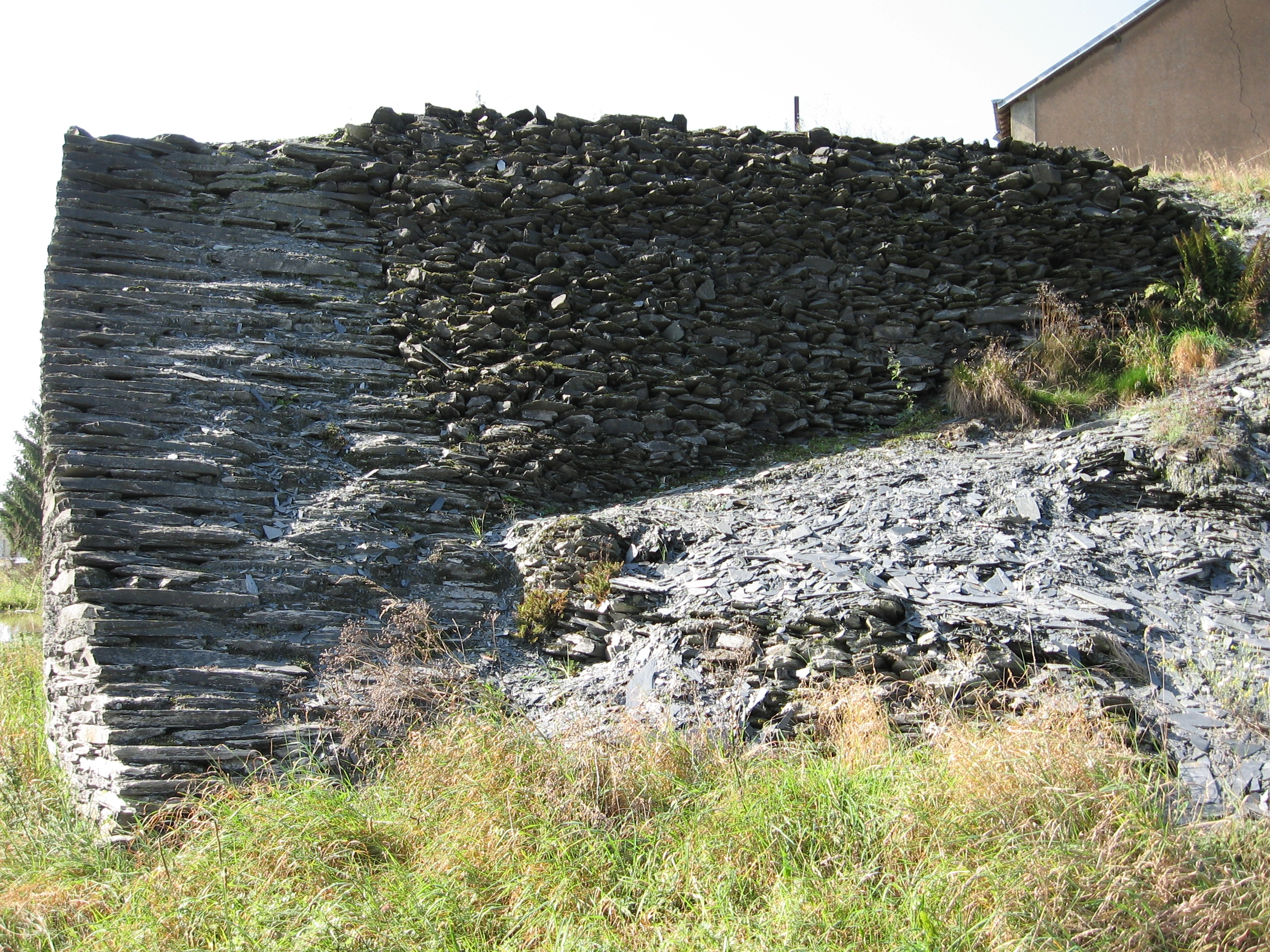
Détail d'un mur.

L'ardoise règne en maître dans le paysage rimognat. Là où se trouvaient les anciennes fosses, se dressent encore à de nombreux endroits les verdoux. Ce sont des lieux où étaient entreposés les déchets d'exploitation, formant à certains endroits de véritables collines. Lorsque l'école maternelle actuelle a été construite, l'ancien verdoux de l'ardoisière Truffy a dû être arasé,.
Une spécificité de Rimogne réside dans les murs gigantesques réalisés en ardoise qui ne tiennent que par l'empilement des différentes pièces d'ardoise qui le composent. Le plus haut de ces murs se situe rue du Mellier et plus long se situe dans la rue de la Fosse-Truffy. Si l'on regarde leur structure, on se rend compte qu'ils sont composés de deux parties disposées dans deux sens différents, permettant ainsi de soutenir les terrains. Cela permet également d'avoir pu construire sur des terrains surélevés par rapport aux rues comme c'est le cas entre le niveau de la Grande Fosse et celui de la rue de la Fosse-Truffy, ou encore entre le niveau de l'endroit où est construit le chevalement du Puits Saint Quentin et celui de la rue du Mellier,.

### Ardoise et pierres funéraires

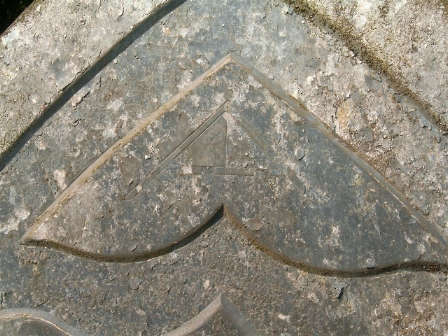
Détail de la tombe de Sébastien Wautier.

Si l'ardoise sert à faire des murs ou à recouvrir des toits, elle a également longtemps servi à confectionner les pierres tombales. L'utilisation de l'ardoise pour confectionner des pierres tombales est une particularité que l'on trouve non seulement à Rimogne mais également dans d'autres villes ardoisières comme Fumay ou Haybes.
À Rimogne, on en trouve encore quelques exemples dans le cimetière du village. La tombe la plus singulière peut-être est celle de l'ancien directeur des ardoisières Sébastien Wautier. Sa plaque tombale est en effet gravée, reproduisant des outils comme le compas ou l'équerre. On trouve également des tombes plus modestes où une ardoise arrondie toute simple se dresse à la tête.

### Exploitation ardoisière et friches industrielles

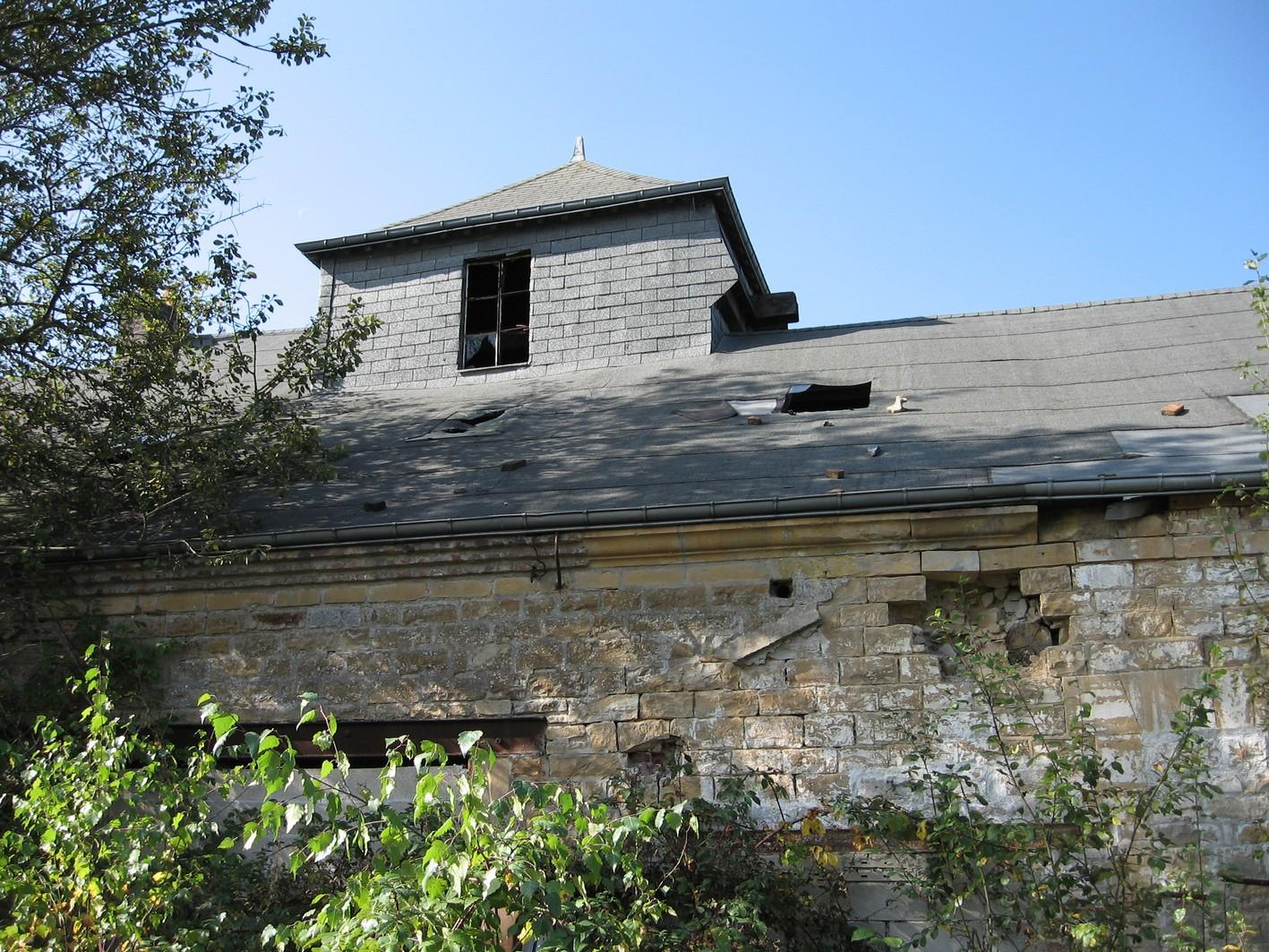
Chevalement de la Fosse Truffy.

Lorsque les ardoisières ont fermé, toutes les structures industrielles ont été abandonnées telles quelles, dans un premier temps, à l'état de friche industrielle. La construction la plus symbolique est le chevalement du puits Saint-Quentin construit en 1961. Cette construction métallique est l'ancien ascenseur qui permettait de descendre et de remonter les ouvriers ardoisiers de la fosse Saint-Quentin. Il avait été construit pour assurer un renouvellement du bassin ardoisier, il a cessé son activité en 1971.
En 1997, la Grande Fosse est transformée en Maison de l'Ardoise, pour transmettre la mémoire de cette activité.
La baraque des fendeurs de Saint Brice, la descenderie et le treuil, le carreau de l'ardoisière Truffy, le carreau de Saint-Quentin, la descenderie de la Voûte ou les immenses murs d'ardoise de Pierka faisaient vivre le passé ardoisier. Si les bâtiments des fendeurs de Saint Quentin ont en effet été détruits par un incendie accidentel, les autres constructions ont été démolies dans les années 2010 par la municipalité,.

### Personnalités liées à la commune
- Eugène Damas, né à Rimogne en 1844, mort en 1899, peintre, élève de Gustave Housez et d'Alexandre Cabanel, connu notamment pour ses scènes champêtres[141],[142].
- Jules Desplous, né le 26 septembre 1852 à Liart, Jules Desplous est docteur en médecine (thèse soutenue en 1879). Le 28 juillet 1889, il est élu membre du conseil d'arrondissement pour représenter le canton de Rocroi. Il est élu conseiller général le 11 juillet 1893. On lui doit le prolongement de la ligne de chemin de fer de Rocroi vers Brûly-de-Couvin. Jules Desplous fut maire de Rimogne de 1899 à 1905 et de 1908 à 1912. Il meurt le 30 avril 1919, des suites de la fatigue engendrée par son action durant les années d'occupation. Il est fait chevalier de la Légion d'honneur à titre posthume[48].
- L'abbé Gridaine, né à Rimogne le 29 octobre 1764, il entre au séminaire puis est nommé vicaire de Rethel. Lorsque la Révolution éclate, il part en exil en Suède où il devient précepteur à la Cour puis vicaire apostolique. Il meurt en Suède en 1832[143].
- Armand Polèse, né à Rimogne le 31 octobre 1922, résistant. Agent de liaison puis chef de groupe au Maquis du Banel, il est assassiné par les Allemands le 18 juin 1944. Il repose dans le cimetière du village[144].
- De nombreuses familles nobles ont vécu et ont fait l'histoire du village : De Robert du Châtelet, Hénin-Liétard, Rousseau de Rimogne, Bodson de Noirfontaine, Le Vaillant de Monchy, Habert de Montmort.

### Héraldique
| Blason de Rimogne | Blason  | De gueules à l'aigle au vol abaissé d'argent. |
| Blason de Rimogne | Détails | Le blason de la commune est celui de la famille De Robert du Chatelet dont Rimogne fut la propriété jusqu'en 1789 date à laquelle le dernier seigneur de Rimogne devint maire de la commune. Le statut officiel du blason reste à déterminer. |